# Crucifixión de Jesús
Jesús de Nazaret fue crucificado en Judea entre los años 30 y 33 d. C. La crucifixión de Jesús se describe en los evangelios y en varios textos no cristianos de la época. La mayoría de los historiadores y especialistas en el Nuevo Testamento reconocen la crucifixión de Jesús de Nazaret como un hecho histórico, atestiguada por historiadores y otros autores no cristianos de los siglos I y II d. C. que la mencionan. Sin embargo, no existe un consenso entre historiadores sobre las circunstancias o los detalles de la crucifixión.
Según el Nuevo Testamento, Jesús fue arrestado, juzgado por el Sanedrín de Jerusalén y sentenciado por el prefecto Poncio Pilato a ser flagelado y, finalmente, crucificado. En conjunto estos acontecimientos son conocidos como la «pasión de Cristo». Algunas fuentes no cristianas, como Josefo o Tácito, también aportan una imagen histórica, aunque muy esquemática, de la muerte violenta de Jesús. Por otra parte, para la mayoría de los biblistas, la presencia de una inscripción o titulus de condena de Jesús de Nazaret —presente de forma unánime en los cuatro evangelios canónicos— constituye uno de los datos más sólidos del carácter histórico de su pasión.
El sufrimiento de Jesús y su muerte representan los aspectos centrales de la teología cristiana, incluyendo las doctrinas de la salvación y la expiación. Los cristianos han entendido teológicamente la muerte de Jesús en la cruz como muerte en sacrificio expiatorio. Los cristianos católicos y ortodoxos celebran la Eucaristía como actualización o continuación, independientemente del tiempo y del espacio, de este mismo sacrificio.

## Detalles de la crucifixión de Jesús

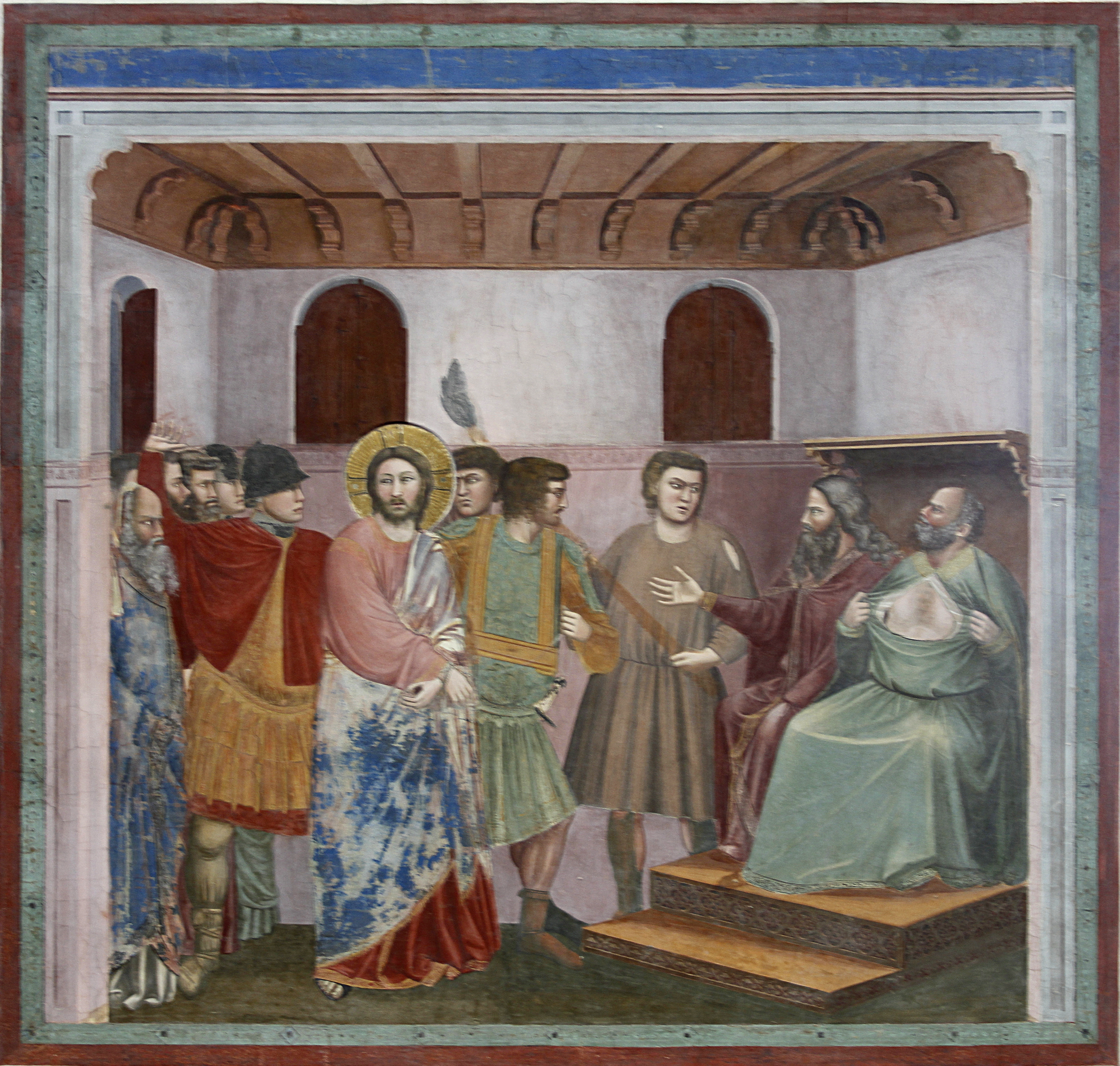
Jesús delante de Caifás

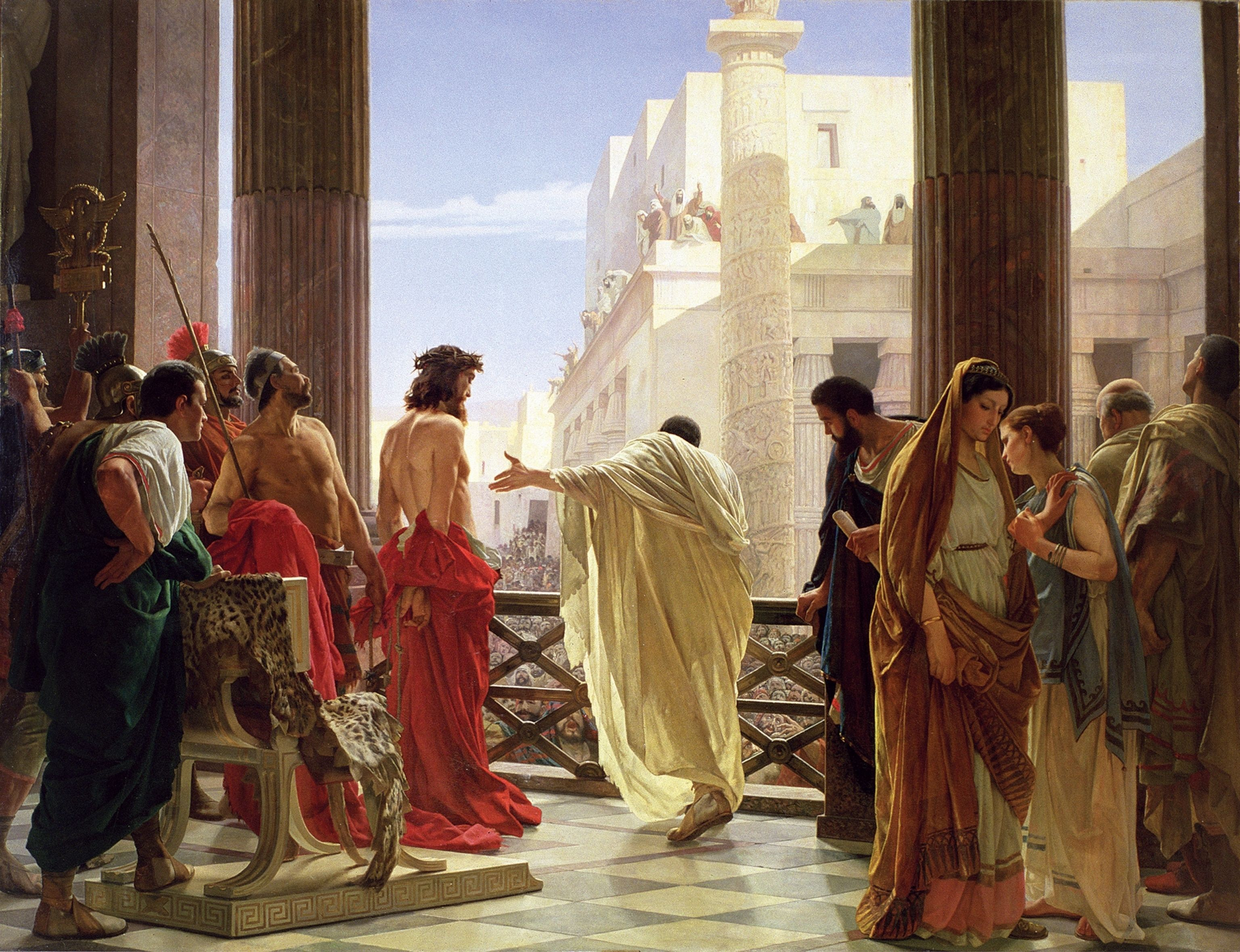
Pilato muestra a Jesús a la multitud

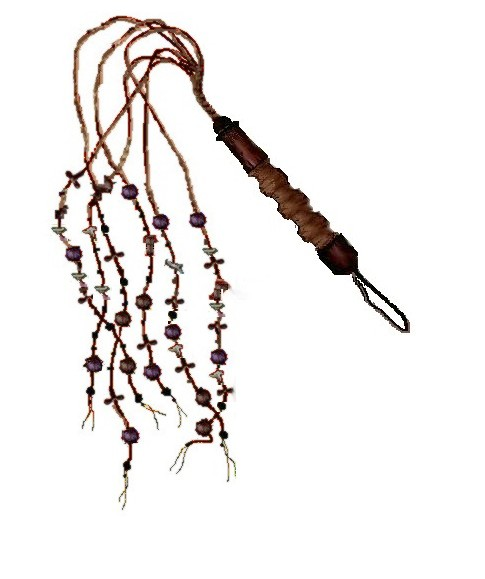
Flagrum

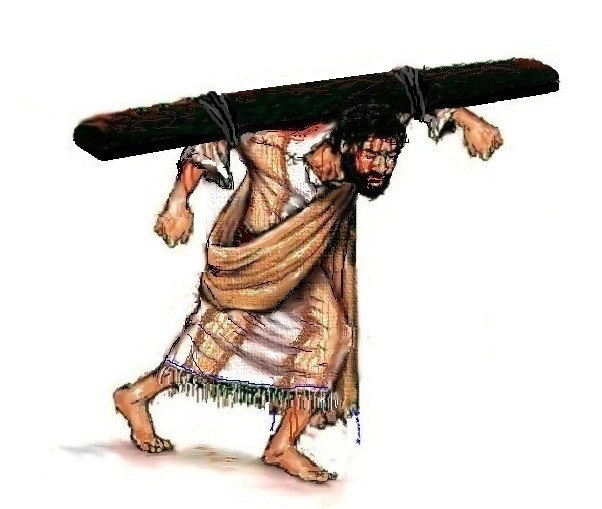
Condenado que carga el patibulum al lugar de crucifixión.

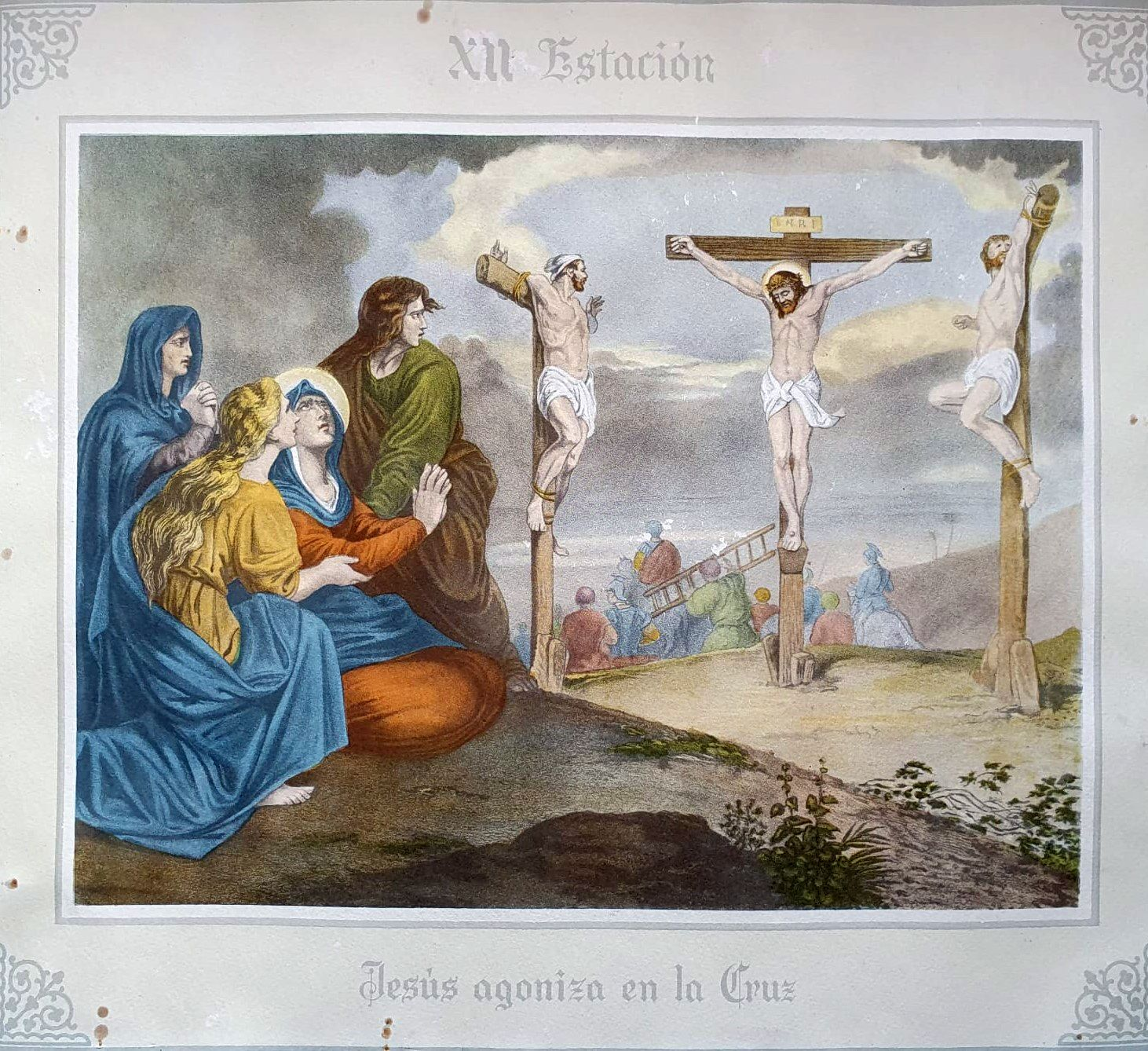
Jesús muere en la cruz. Duodécima Estación del Calvario Iglesia Nuestra Señora de la Asunción (Villamelendro de Valdavia).

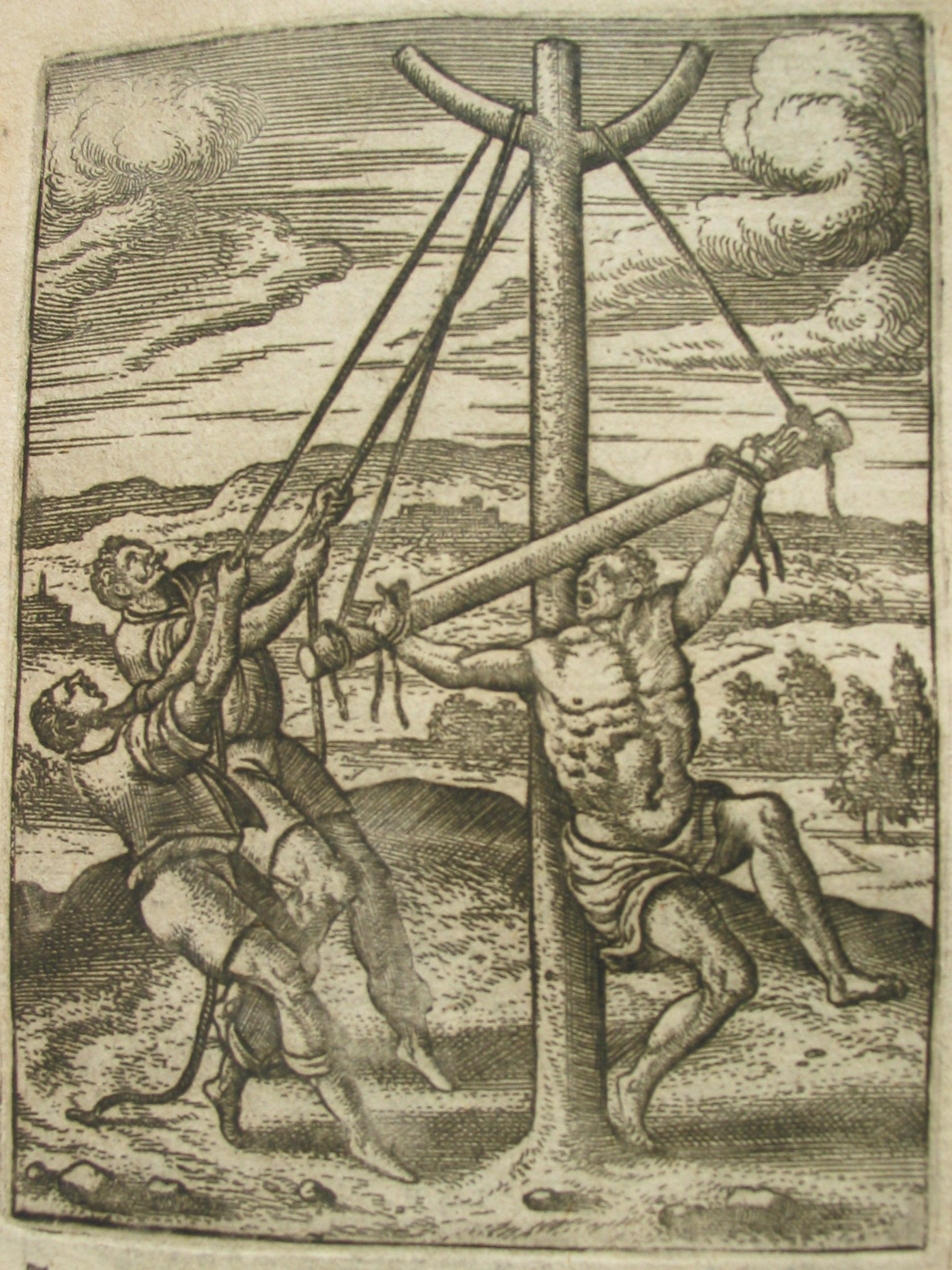
Se eleva en el poste vertical a un condenado ya atado al patibulum.

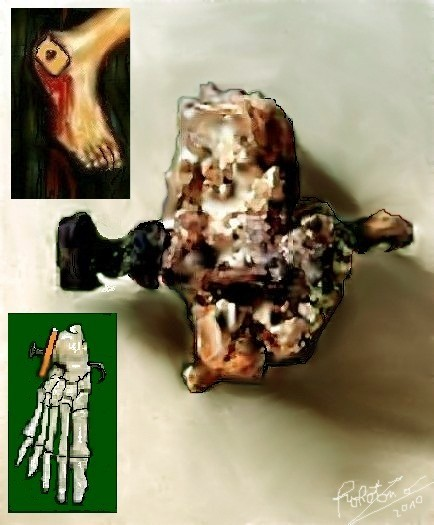
Única evidencia antropológica, encontrada en 1968, sobre una crucifixión.

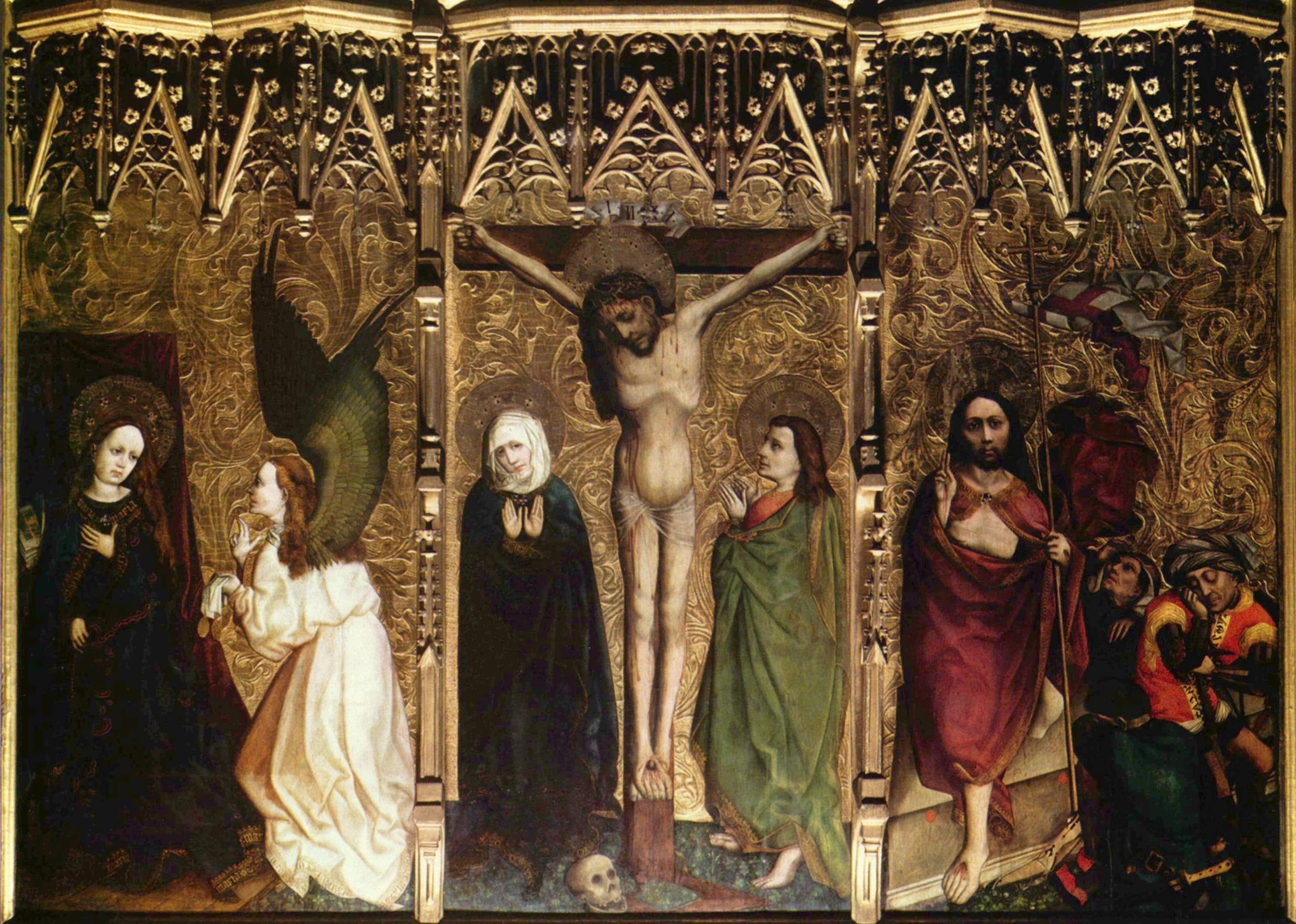
Cristo en una crux commissa, de pintor alemán, de 1440-1450.

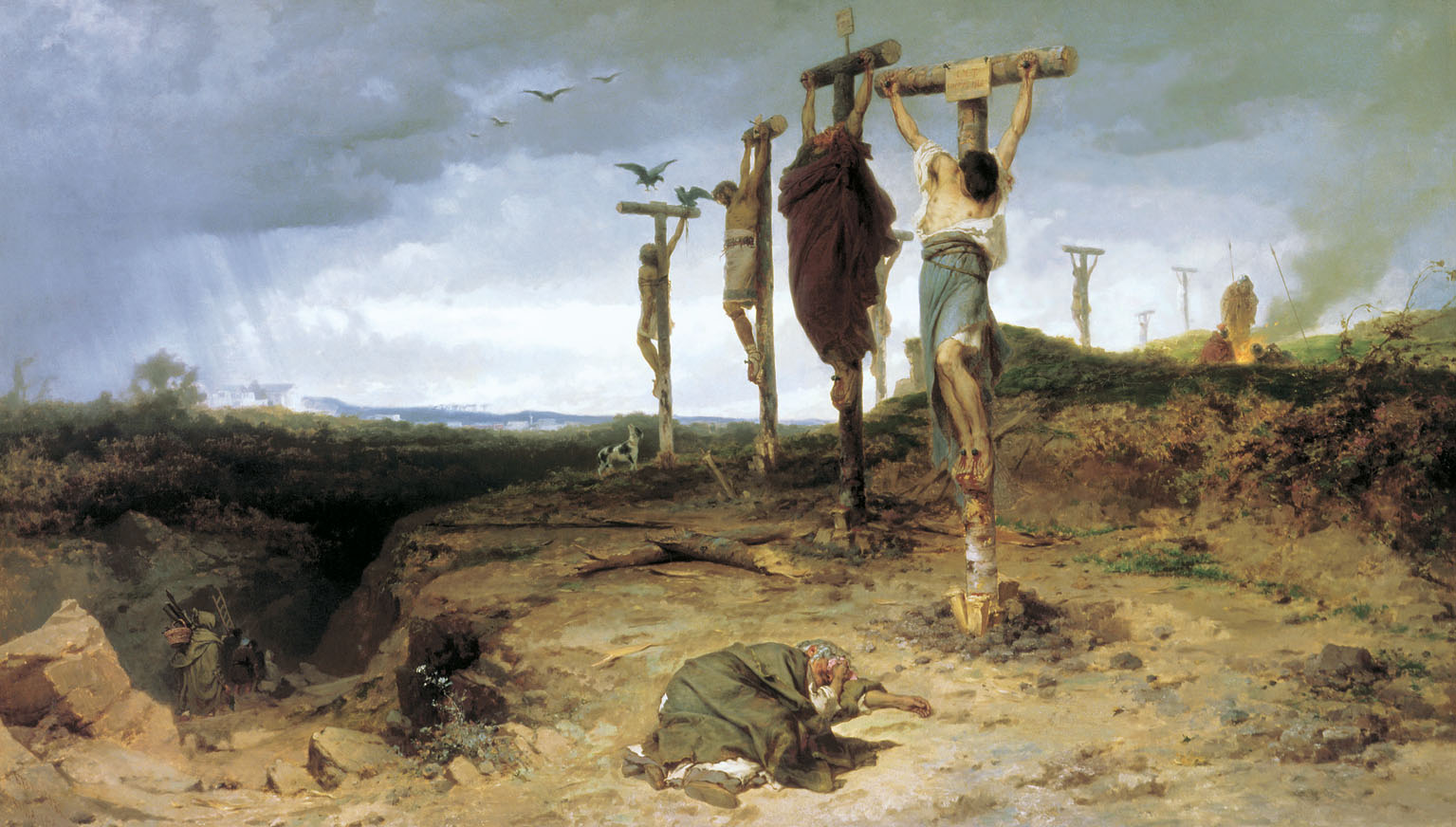
El Campo Maldito (esclavos ejecutados), por Fyodor Bronnikov (1878). Cruces de tipo Tau.

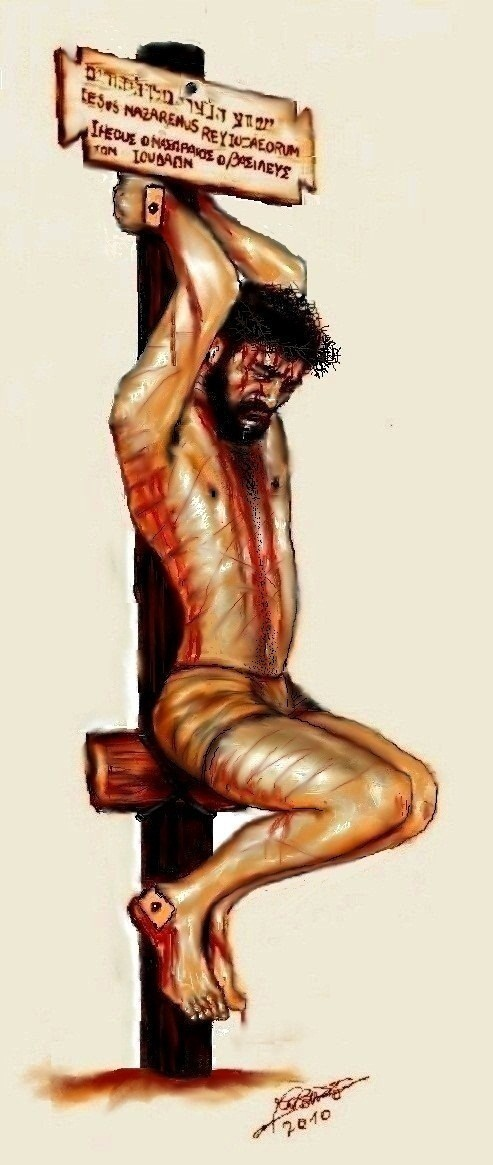
Crux simplex ad affixionem.

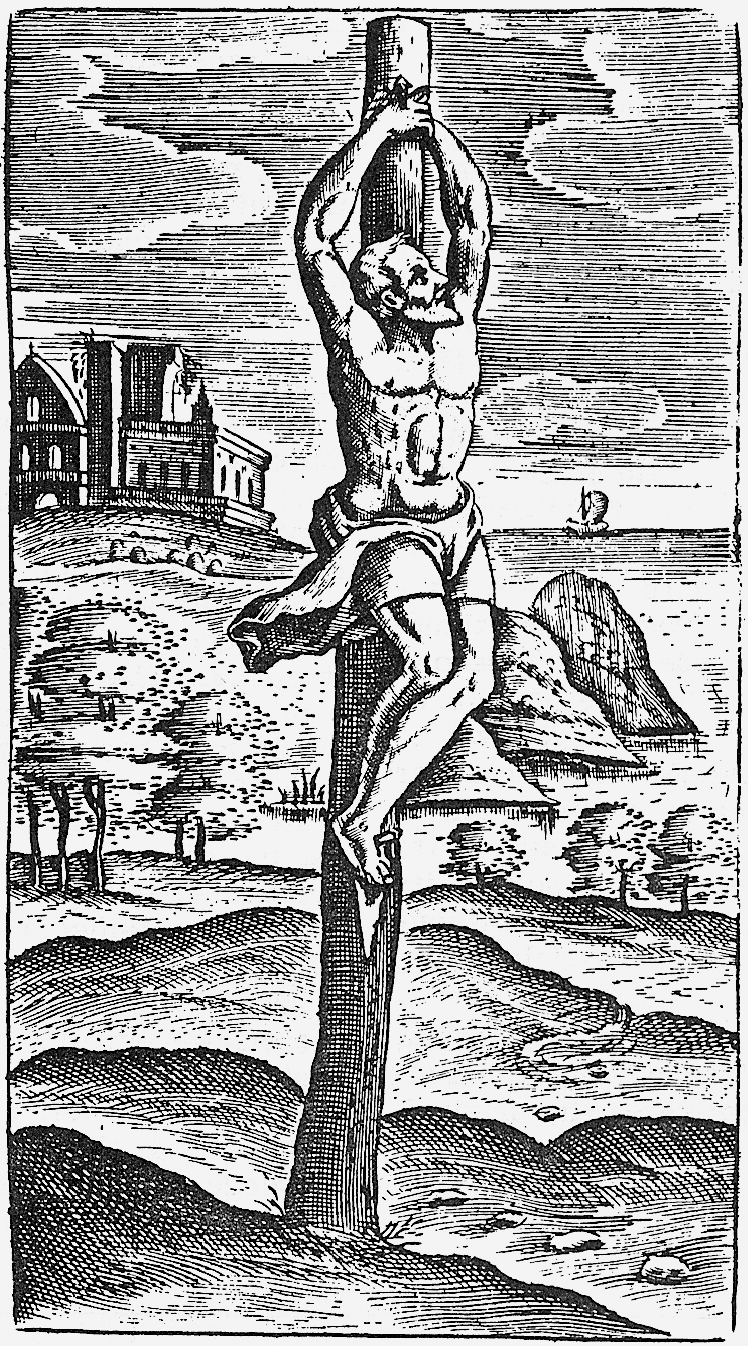
Crux simplex ad affixionem, dibujo de Justo Lipsio (1594). Lipsio consigna este tipo de cruces entre otros, pero creía que Jesús murió en una cruz con travesaño.

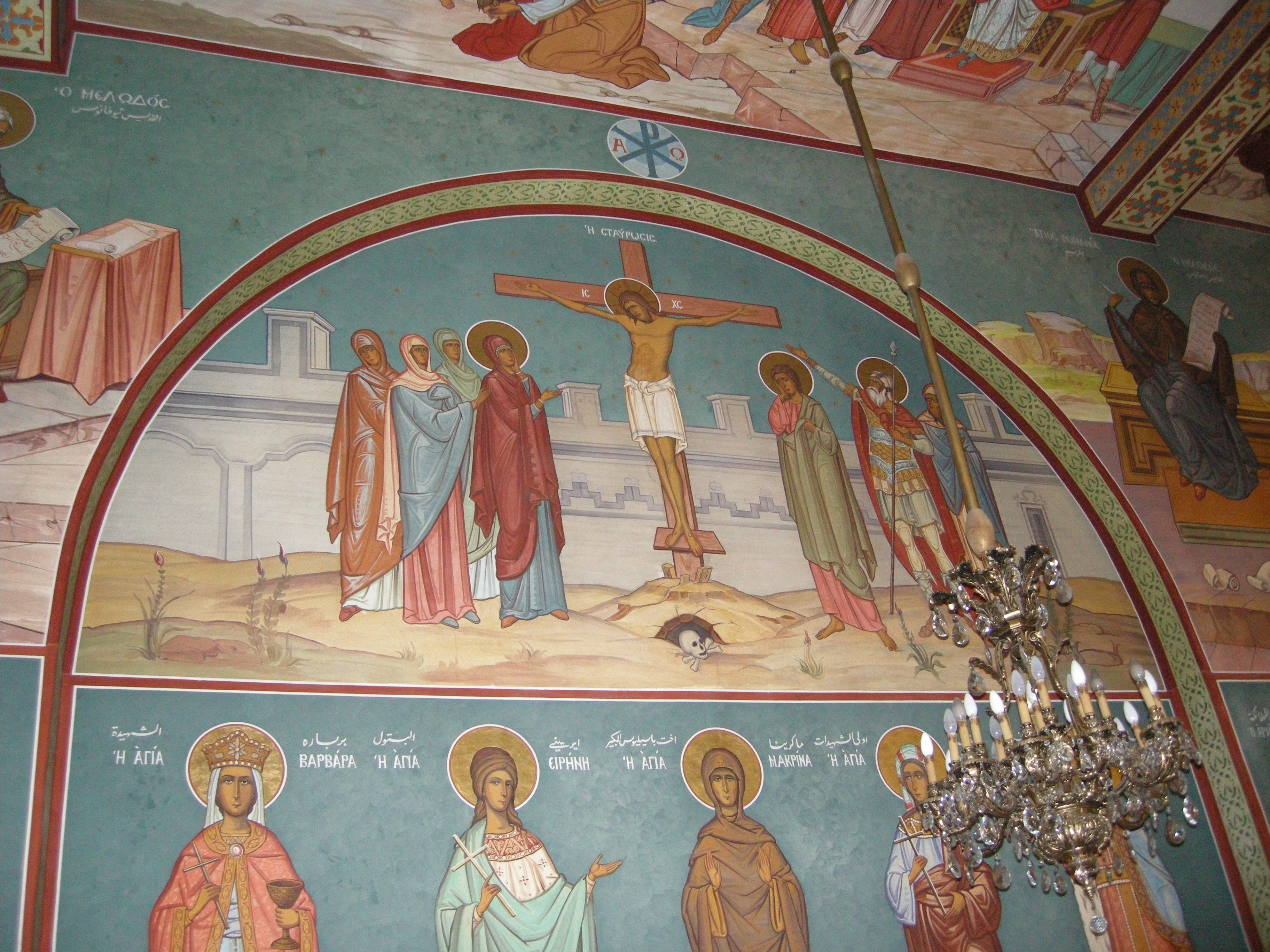
Cristo en una crux immissa (Patriarcado latino de Jerusalén).

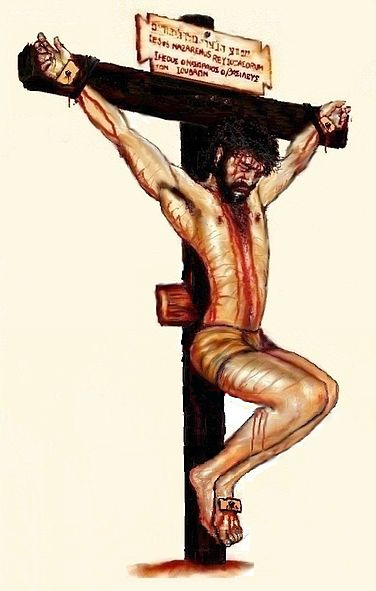
Crux immissa, forma más común en la iconografía cristiana.

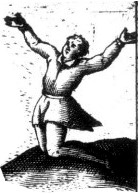
Justino Mártir: «cuando nuestros brazos se extienden formamos la figura de la cruz».

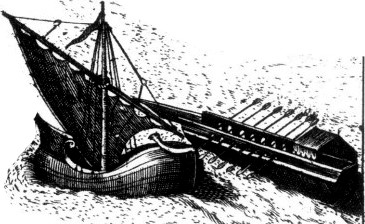
Minucio Félix: «Pues vemos la señal de la cruz, como es natural, en un barco llevado con velas hinchadas o deslizándose con remos expandidos».

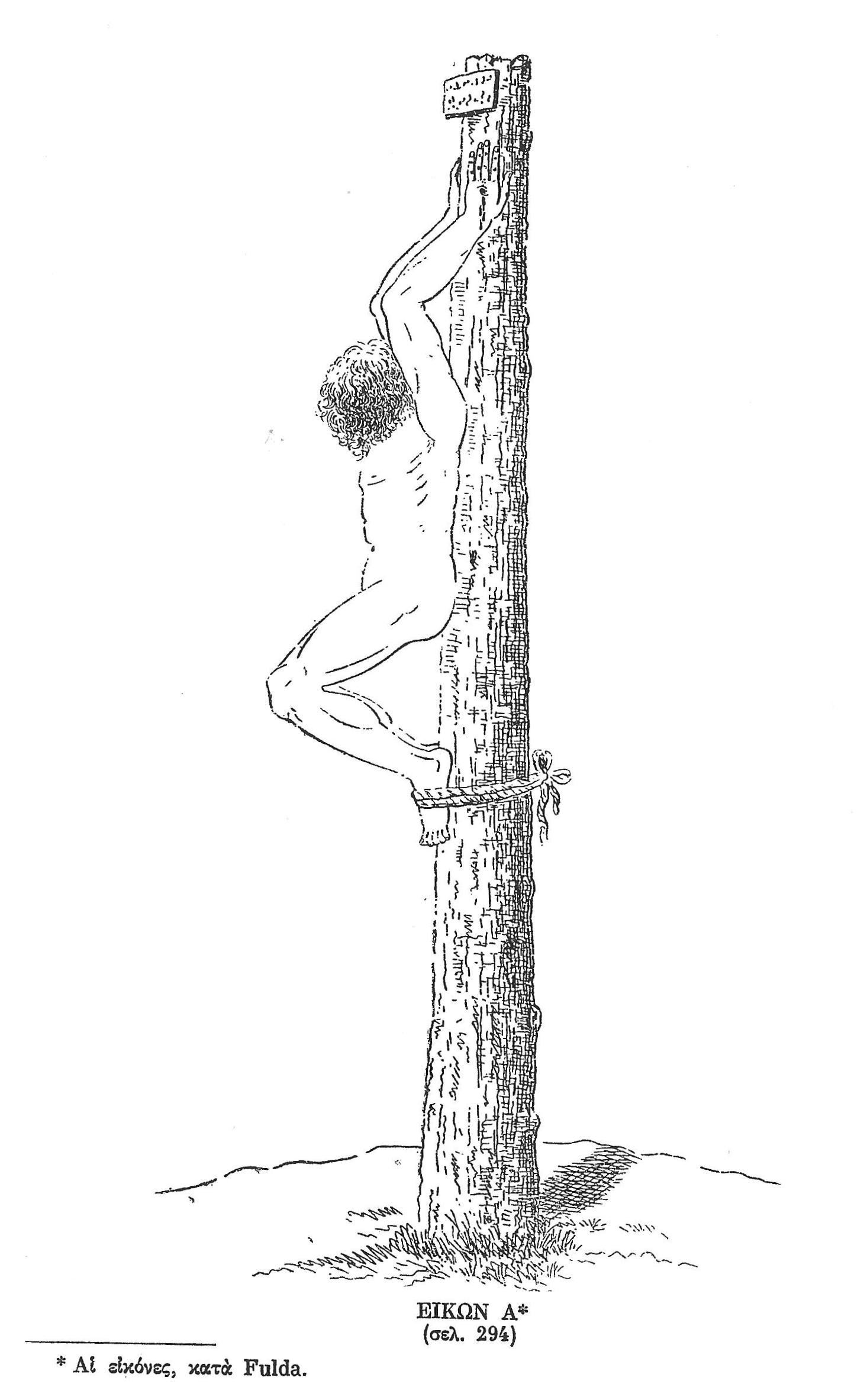
Crux simplex, frontispicio del libro Das Kreuz und die Kreuzigung, de Hermann Fulda (1878).

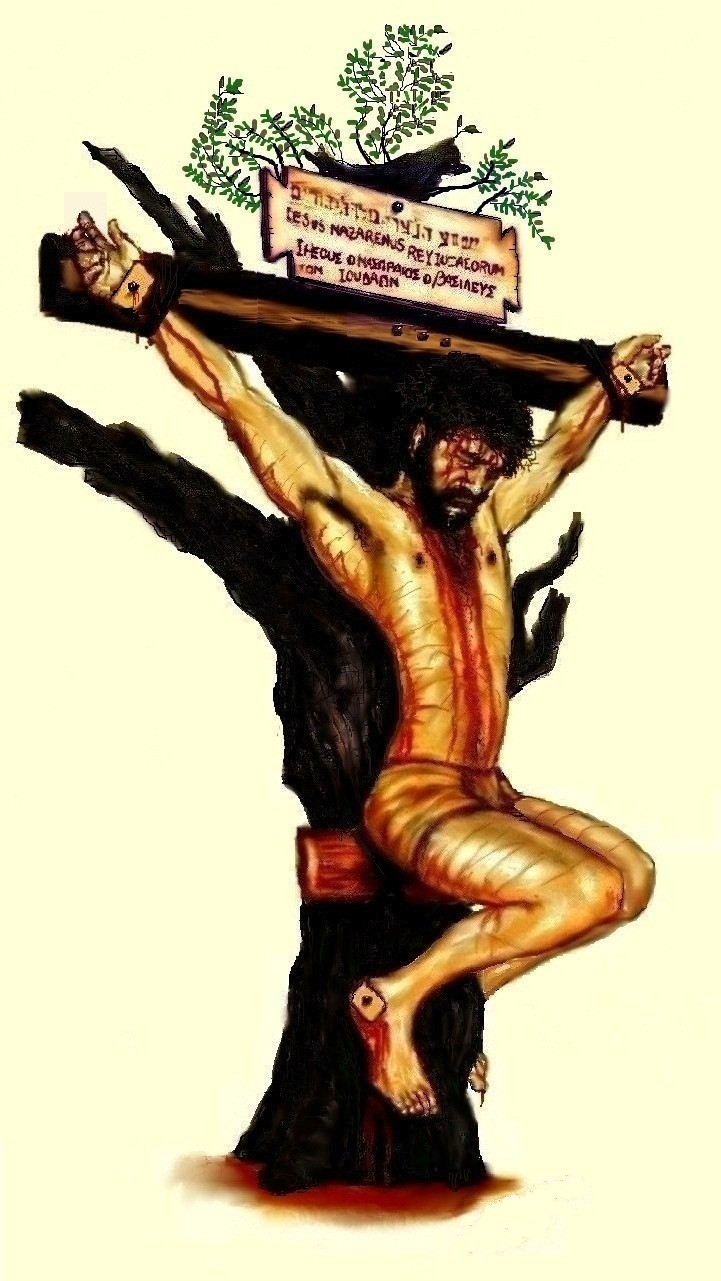
Árbol-cruz

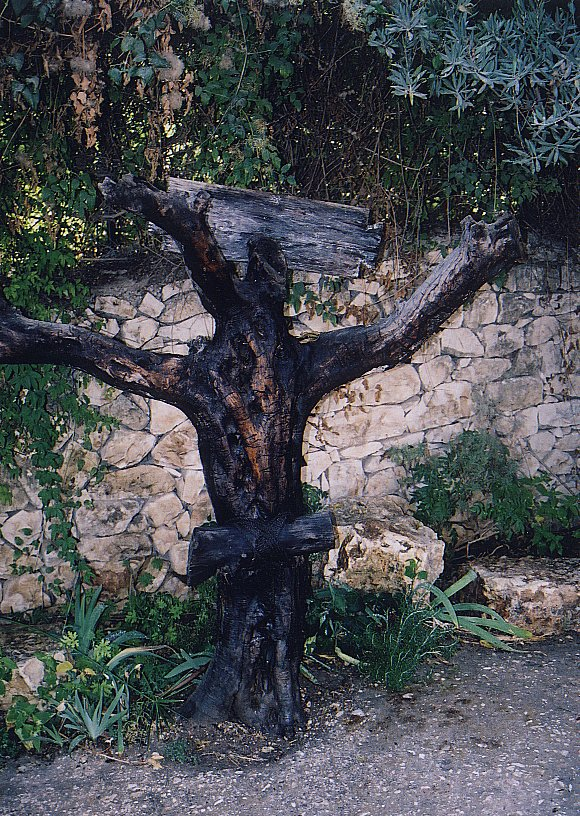
Recreación de un «árbol cruz» sin travesaño, Museo de Ein Kerem, Israel.

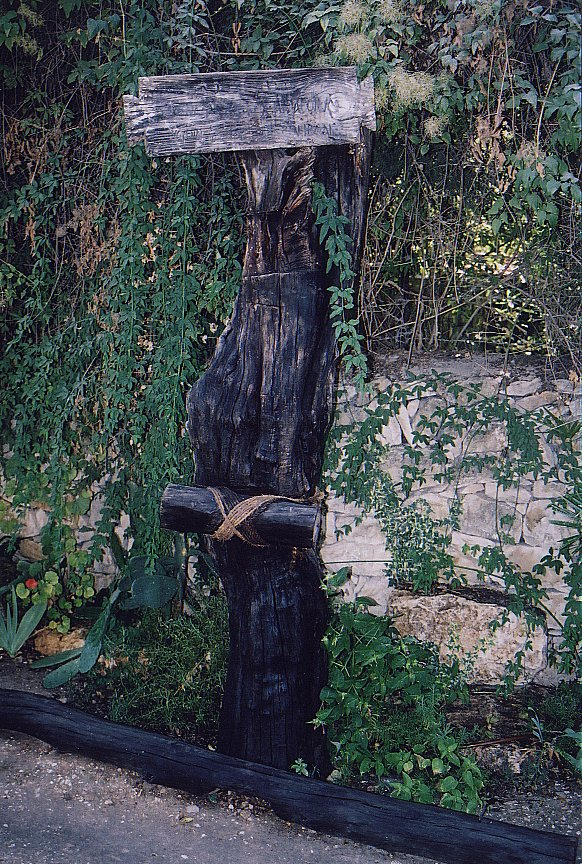
Recreación de un «árbol cruz» con suppedaneum, Museo de Ein Kerem, Israel.

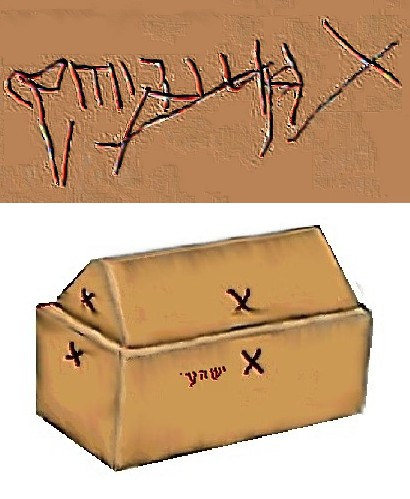
Simples marcas de albañil en osarios judíos, s. d. C.

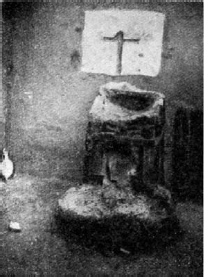
Supuesta «capilla cristiana». Casa del Bicentenario, Herculano.

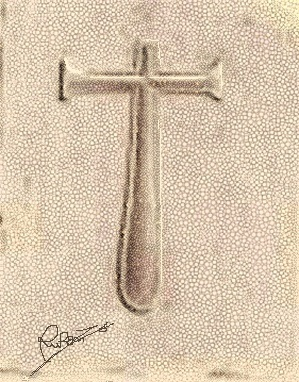
Cruz de la casa de Pansa, Pompeya.

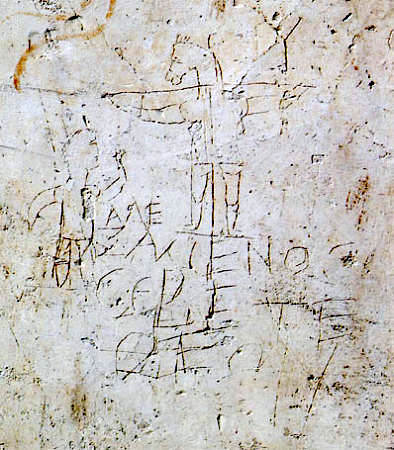
El Grafito de Alexámenos.

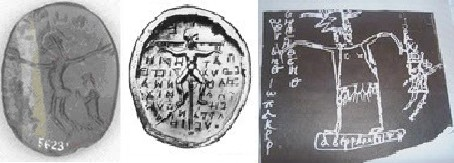
Cruz bizantina, cruz gnóstica y asno priápico.

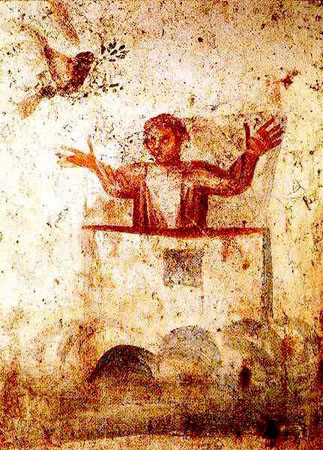
Noé orante

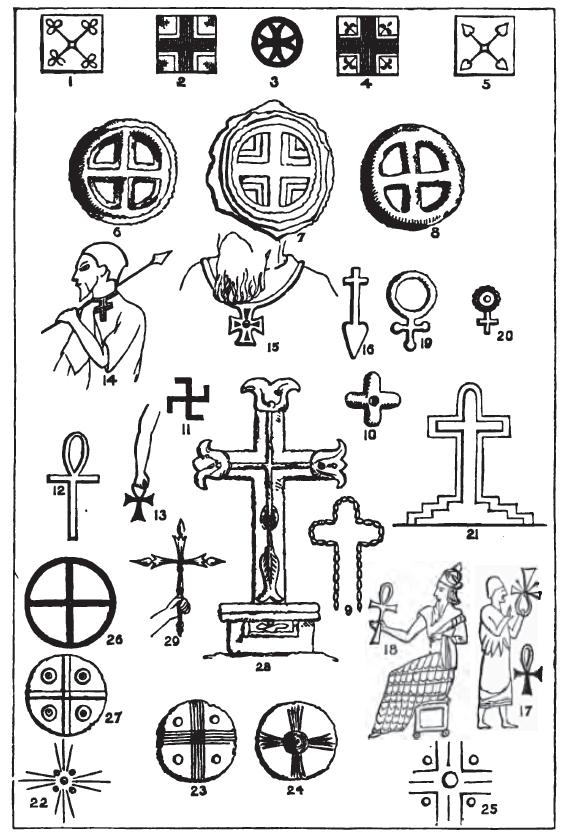
Cruces precristianas.

### Armonización de los evangelios
Por la Pasión de Cristo se entiende los «padecimientos que sufrió Jesucristo antes de morir en la cruz», sin relación necesaria a ningún evangelio particular, canónico o apócrifo, pero algunos han tratado de crear una armonía de los cuatro evangelios canónicos, como Taciano ya en el siglo II y entre académicos modernos K. Bornhäuser y P. Benoit. Esta narración armonizada nunca fue aceptada como homogénea, como demuestran, por ejemplo, las disputas entre cristianos griegos y latinos sobre la fecha de la Pasión. Y la Iglesia siria, que adoptó el Diatessaron de Taciano, que armonizó los cuatro evangelios canónicos, prefirió después abandonarlo en favor de los síngulos evangelios. Y ya en el tiempo de Agustín de Hipona (354–430) se notaban las diferencias entre las narraciones de la pasión de Jesús que se leen en los evangelios canónicos, sin por eso rechazarlos.

#### Comparación textual
La comparación a continuación se basa en la Nueva Versión Internacional.
|             | Mateo | Marcos | Lucas | Juan |
| ----------- | --- | --- | --- | --- |
| Vía crucis  | Mateo 27:32–33 - Los soldados hicieron que Simón de Cirene llevara la cruz de Jesús. | Marcos 15:21–22 - Los soldados hicieron que Simón de Cirene llevara la cruz de Jesús. | Lucas 23:26–32 - Los soldados hicieron que Simón de Cirene llevara la cruz de Jesús. - Jesús dijo a las mujeres que lloraban: «No lloren por mí, sino por ustedes y sus hijos». | Juan 19:17 - «Ellos» hicieron que Jesús llevara la cruz. |
| Crucifixión | Mateo 27:34–36 - Jesús probó vino mezclado con hiel, y se negó a beber más. - Los soldados crucificaron a Jesús, echaron suertes sobre su ropa y montaron guardia. - [No se indica tiempo] | Marcos 15:23–25 - Jesús se negó a beber vino mezclado con mirra. - Los soldados crucificaron a Jesús y echaron suertes sobre su ropa. - Esto ocurrió a las nueve de la mañana en el día de la Pascua (14:12, 15:25). | Lucas 23:33–34 - [No se menciona bebida] - Los soldados crucificaron a Jesús y echaron suertes sobre su ropa. - Jesús: «Padre, perdónalos, porque no saben lo que hacen». - [No se indica tiempo] | Juan 19:18, 23–24 - [No se menciona bebida] - «Ellos» crucificaron a Jesús y cuatro soldados cada uno tomó una prenda, echando suertes sobre la túnica (esto cumplió una profecía). - Esto ocurrió después del mediodía en el Día de la Preparación antes de la Pascua (19:14, 31). |
| Burlas      | Mateo 27:37–44 - Letrero: «Este es Jesús, el rey de los judíos». - Los transeúntes, sumos sacerdotes, maestros de la ley, ancianos y ambos rebeldes se burlaron de Jesús. | Marcos 15:26–32 - Letrero: «El rey de los judíos». - Los transeúntes, sumos sacerdotes, maestros de la ley y ambos rebeldes se burlaron de Jesús. | Lucas 23:35–43 - Letrero: «Este es el rey de los judíos». - Los gobernantes del pueblo, los soldados (ofrecieron vinagre) y un criminal se burlaron de Jesús. - El otro criminal lo defendió y le pidió a Jesús que lo recordara. - Jesús: «Te aseguro que hoy estarás conmigo en el paraíso». | Juan 19:19–22, 25–27 - Letrero: «Jesús de Nazaret, el rey de los judíos». - Los sumos sacerdotes se quejaron a Pilato: «No escribas "Rey de los judíos", sino que este hombre afirmó ser rey de los judíos». Pilato: «Quod scripsi, scripsi». - [No se menciona burla] - La madre de Jesús, María, María de Cleofás y María Magdalena estaban cerca de la cruz. - Jesús le dijo a María: «Ahí tienes a tu hijo», y al Discípulo amado: «Ahí tienes a tu madre».                                           |
| Muerte      | Mateo 27:45–56 - Al mediodía, una oscuridad de tres horas cubrió la tierra. - Cerca de las tres, Jesús gritó en voz alta: «Eli, Eli, lema sabachtani?» - Un espectador ofreció a Jesús vinagre, otros dijeron: «Ahora veamos si Elías lo salva». - Jesús gritó de nuevo y murió. - La cortina del templo se rasgó, hubo un terremoto. - Las tumbas se abrieron, muchos muertos resucitaron y aparecieron a muchas personas en Jerusalén. - El centurión y los soldados aterrorizados: «Verdaderamente este era el Hijo de Dios». - Muchas mujeres de Galilea miraban desde lejos, incluyendo a María Magdalena, María, madre de Santiago y José y la madre de los hijos de Zebedeo. | Marcos 15:33–41 - Al mediodía, una oscuridad de tres horas cubrió la tierra. - A las tres, Jesús gritó en voz alta: «Eloï, Eloï, lema sabachtani?». - Un espectador ofreció a Jesús vinagre y dijo: «Ahora veamos si Elías viene a bajarlo». - Jesús gritó en voz alta y murió. - La cortina del templo se rasgó. - El centurión: «Verdaderamente este hombre era el Hijo de Dios». - Desde lejos, las mujeres de Galilea miraban, incluyendo a María Magdalena, María, madre de Santiago y José y Salomé. | Lucas 23:44–49 - Alrededor del mediodía, una oscuridad de tres horas cubrió la tierra. - La cortina del templo se rasgó. - Jesús clamó en voz alta: «Padre, en tus manos encomiendo mi espíritu», y murió. - El centurión: «Verdaderamente este era un hombre justo». - Los espectadores golpearon su pecho y se fueron. - Los que lo conocían, incluyendo las mujeres de Galilea, se quedaron a distancia. | Juan 19:28–37 - [No se menciona oscuridad, no se indica tiempo] - Para cumplir las Escrituras, Jesús dijo: «Tengo sed». - «Ellos» dejaron que Jesús bebiera vinagre. - Jesús dijo: «Todo se ha cumplido», y murió. - [No se menciona reacción de los espectadores ni efecto en la cortina del templo] - Los soldados rompieron las piernas de los otros dos crucificados, pero no las de Jesús (esto cumplió una profecía), pero sí le atravesaron el costado con una lanza (esto cumplió otra profecía). |

### Juicio y condena
El juicio y muerte de Jesucristo son narrados de formas que algunos autores consideran contradictorias debido a que los detalles mencionados en los evangelios no solo no son coincidentes entre sí, sino además en ocasiones opuestos. 
Según los tres Evangelios sinópticos (Mateo, Marcos y Lucas), Jesús fue arrestado en el jardín de Getsemaní por un grupo a las órdenes de los sumos sacerdotes, los escribas y los ancianos, y fue identificado por Judas Iscariote con un beso. Según Juan, los que arrestaron a Jesús fueron guardias designados por los sumos sacerdotes y los fariseos, junto a un destacamento de soldados al mando de un «quiliarca», palabra griega habitualmente usada por los griegos para referirse a un tribuno militar romano, lo que parece presentar el arresto como obra de un oficial romano con soldados del praetorium. En esta versión Jesús se identificó a sí mismo.
Algunos niegan la historicidad de lo que dice Juan acerca de una participación de soldados romanos en la operación (Mommsen, Blinzler, Barrett, Lohse, Besnier), otros la aceptan (Bruce, Goguel, Winter).
Tras su detención Jesús fue conducido, según los sinópticos, a la casa del sumo sacerdote Caifás. Según el Evangelio de Juan fue llevado primero ante Anás, quien después lo envió a su yerno Caifás, «sumo sacerdote aquel año». La tradición judía consigna la crueldad de la clase dirigente saducea: «¡Ay de mí por la casa de Janín (Anás), ay de mí por sus calumnias!». (Talmud, Pes. 57.ª).
Hay diferencias incluso entre los tres sinópticos sobre la interrogación de Jesús por las autoridades judías. Marcos y Mateo hablan de una primera reunión aquella misma noche del entero Sanedrín, que decidió que Jesús merecía la muerte por blasfemia, y de una segunda reunión del Sanedrín a la mañana siguiente, que lo envió a Pilatos. Lucas habla de una única reunión del Sanedrín a la mañana y no menciona explícitamente la condena. Juan no habla ni del Sanedrín ni de una condena en relación con la interrogación de Jesús por el sumo sacerdote después de su detención, sino que habla de una reunión del Sanedrín tenida unas semanas antes, en relación con la resurrección de Lázaro de Betania, donde a instancias de Caifás se decidió dar muerte a Jesús.
El erudito y sacerdote Raymond Edward Brown, uno de los primeros académicos católicos en usar la crítica histórica en la exégesis, observa que un recuerdo vigente entre la comunidad cristiana de una reunión tenida por el Sanedrín para discutir el problema constituido por Jesús pudo ser insertado en las narraciones de los sinópticos únicamente en relación con la llegada de Jesús a Jerusalén poco antes su muerte, la única visita a la ciudad que ellos mencionan. Juan narra varias visitas y eligió la de pocas semanas antes de la muerte de Jesús para mencionar esa reunión. Según Brown, una reunión del Sanedrín en esa ocasión, antes del arresto de Jesús, puede parecer más plausible que la sesión nocturna de urgencia postulada por Marcos y Mateo. Así Juan tomó la resurrección de Lázaro como causal de la sentencia del Sanedrín contra Jesús. También Köstenberger piensa que la mención en Juan de una reunión relacionada con Lázaro explica su silencio sobre la sesión de la que hablan Marcos y Mateo.
Brown observa que, para comprender lo que se transmite en los evangelios, y en las tradiciones orales que sus autores usaron como base, la obsesión de afirmar la historicidad de cada pormenor es un obstáculo no menos grande que la suposición de que los cristianos no sabían nada de lo que sucedió. Según Brown, son cinco los puntos que tienen una base sólida en las narraciones de los cuatro evangelios:
1. Se convocó una sesión del Sanedrín para considerar cómo tratar con Jesús;
2. La noche de su detención Jesús fue interrogado por el sumo sacerdote;
3. Se discutió la amenaza al Templo que Jesús constituía;
4. El que instó a los otros para decidir la muerte de Jesús era el sumo sacerdote, al que Mateo y Juan identifican como Caifás;
5. Hubo el equivalente de una sentencia de muerte.[35]

Ed Parish Sanders, académico de la Universidad de Duke, uno de los precursores en la investigación contemporánea sobre el Jesús histórico, al analizar las diferencias del relato del juicio, también cree poco plausible la reunión nocturna de Mateo y Marcos: 

«Es difícil creer que un tribunal se reuniese realmente la primera noche de la Pascua, tal como Mateo y Marcos lo afirman. Notemos que Lucas dice que Jesús fue conducido al Sanedrín al romper el día (Lc 22,66). Juan no presenta ningún juicio ante el Sanedrín. Es incluso más difícil creer que Mateo y Marcos estén en lo cierto al presentar dos juicios: uno durante la noche y otro a la mañana siguiente. Se ha pensado desde hace ya tiempo que el juicio nocturno (Mt 26,57-75//Mc 14,53-72) parece una expansión de la breve nota de una reunión en Mt 27,1//Mc 15,1 que se convierte en un proceso».

Sanders concluye:

«No tenemos un conocimiento detallado de lo que ocurrió cuando el sumo sacerdote, y posiblemente también otros personajes, interrogaron a Jesús. No podemos saber si realmente se reunió "el Sanedrín". Además, dudo de que los primeros discípulos de Jesús lo supieran. [...] No pongo en duda que Jesús fuese arrestado e interrogado por orden del sumo sacerdote. Pero no podemos saber más. Los especialistas seguirán diseccionando los relatos del "juicio", pero mucho me temo que nuestro conocimiento no avanzará más por ello. Los relatos nos dan la impresión general de una noche confusa, y es probable que fuera así [...] Es improbable que alguien, incluso cercano a la escena, conociera precisamente quién hizo qué. Parece imposible que aquellos de quienes dependían los evangelistas conocieran los motivos internos de los actores».

Marcos y Mateo narran que el Sanedrín condenó a Jesús a muerte por blasfemia al declararse él ser el Mesías, el Hijo de Dios. Lucas al contrario no habla ni de una condena por parte del Sanedrín ni de una acusación de blasfemia y Juan no menciona ninguna reunión del Sanedrín ni en la noche de la detención de Jesús ni en la mañana siguiente.
Sanders y Brown juzgan que la acusación contra Jesús de blasfemia por declararse el Mesías y Hijo de Dios es una proyección atrás al tiempo de la Pasión, de las ideas del período de la composición de los evangelios, cuando estos términos tenían para los cristianos un sentido que a los contemporáneos judíos no cristianos parecía blasfemia.

«La causa que según Mateo y Marcos condujo a la acusación de blasfemia es la afirmación de Jesús de ser Cristo (el Mesías) y el Hijo de Dios, pero eso no es convincente... Como admiten casi todos los autores, ninguna de estas proposiciones pueden catalogarse como blasfema. [...] Los pretendientes posteriores a mesías no fueron acusados de blasfemia, y el título "hijo de Dios" puede significar cualquier cosa. En efecto, todos los israelitas se consideraban "hijos de Dios" (cf., por ejemplo, Rom 9,4), y sólo puede considerarse blasfemia la posterior afirmación cristiana de que Jesús era un ser divino... Me parece completamente concebible que hablar y actuar contra el Templo pudiera haber sido considerado blasfemo, pero según los evangelios esta acusación no llevó a la sentencia por blasfemia. Así pues,tenemos una acusación que podría constituir una blasfemia, pero de la que se nos dice que no condujo a nada, y una combinación de títulos que al tiempo que improbables no son blasfemos, pero que acabaron en una sentencia por "blasfemia". La escena del juicio es, pues, improbable desde todos los ángulos».

Brown interpreta que los evangelistas escribían para gente que interpretaba la pregunta del sumo sacerdote de la narración, «¿Eres el Mesías, el Hijo de Dios bendito?», como expresión de la hostilidad de los judíos contemporáneos a esta profesión de fe y alabanza litúrgica de los cristianos.
Según los evangelios, luego de la interrogación por parte de los sumos sacerdotes (con o sin participación del Sanedrín), Jesús fue entregado a las autoridades romanas. A la mañana siguiente, pues los juicios romanos se hacían antes del mediodía, Jesús fue llevado ante Poncio Pilato, el prefecto-procurador romano de Jerusalén. El Evangelio de Lucas añade que Pilato envió a Jesús ante Herodes Antipas, tetrarca de Galilea, que se encontraba de visita en Jerusalén por la Pascua, algo históricamente correcto ya que en la ley romana la jurisdicción correspondía al lugar de origen del acusado. Según Lucas, Herodes menospreció a Jesús y lo mandó de vuelta a Pilato al no hallarlo culpable de nada (Lc 23:1-25). 
Los evangelios presentan a Pilato como vacilante ante la condena a Jesús, y dicen que no lo halló culpable de nada merecedor de muerte. A pesar de lo anterior, la corona de espinas puesta sobre Jesús y el cargo escrito en el letrero del cargo indican que fue condenado a morir en la cruz bajo el cargo de sedición, al considerarse que se había proclamado rey de los judíos, lo que significa, según una edición en español de los Anales de Tácito y una Historia de España, en la práctica la aplicación de la Lex Appuleia de Maiestate promulgada por Tiberio César 15 años antes. Lo único que dice Tácito de esta cuestión es: Christus Tiberio imperitante per procuratorem Pontium Pilatum supplicio adfectus erat («Bajo el Emperador Tiberio, Cristo fue ejecutado por el procurador Poncio Pilato»), y Lucio Apuleyo Saturnino, autor de esa ley, fue asesinado en el año 100 a. C. Su ley, probablemente del año 103 a. C., fue substituida después por otras, a partir de la lex Cornelia maiestatis del año 81 a. C. y la lex Iulia maiestatis de Julio César.
La actitud misericordiosa y vacilante de Pilato, descrita en los evangelios, contrasta drásticamente con lo descrito por Flavio Josefo sobre su personalidad violenta y actos de extrema crueldad. Además el episodio que presenta a Pilato otorgando al pueblo la decisión de liberar por aclamación a un prisionero por ocasión de la fiesta de Pascua carece de precedente válido en las fuentes romanas, judías y helenísticas.

### Flagelación
La flagelación mediante el látigo llamado flagrum taxillatum o flagra era un preámbulo legal romano a toda ejecución. Una revista de la Asociación Médica Estadounidense, The Journal of the American Medical Association, describe así la práctica romana: «Por lo general el instrumento que se usaba era un látigo corto (flagelo) con varias tiras de cuero sueltas o trenzadas, de largo diferente, que tenían atadas a intervalos bolitas de hierro o pedazos afilados de hueso de oveja [...] Cuando los soldados romanos azotaban vigorosamente vez tras vez la espalda de la víctima, las bolas de hierro causaban contusiones profundas, y las tiras de cuero con huesos de oveja cortaban la piel y los tejidos subcutáneos. Entonces, a medida que se seguía azotando a la víctima, las heridas llegaban hasta los músculos esqueléticos subyacentes y producían tiras temblorosas de carne que sangraba».
No se sabe cuántos latigazos recibió Jesús, pues según la ley judía solo se daban 39 golpes, mientras que los romanos solían dar mucho más. La humillación posterior que incluyó que lo disfrazaran de rey con un manto rojo, una caña en su mano derecha a manera de cetro y una corona de espinas, parece seguir una costumbre de las legiones, que escogían a un esclavo en las saturnales de fin de año para vestirlo de rey, humillarlo y luego sacrificarlo. Los soldados romanos le escupieron y golpearon. Se burlaban de él diciendo: «¡Salve, rey de los judíos!».

### Estaciones o caídas
Según los evangelios sinópticos, apenas sacado para ser ejecutado se obligó a llevar la cruz a un hombre llamado Simón de Cirene. En los evangelios nunca se menciona que Jesús cayera en tierra bajo el peso de la cruz o que una mujer llamada Verónica le limpiara el rostro con un paño: tales historias se remontan a la tradición eclesiástica posterior. En cambio, el Evangelio de Juan no menciona a Simón de Cirene, sino que describe a 
En los evangelios Jesús fue conducido hasta un lugar llamado Gólgota (aram.: Gûlgaltâ), que significa, en arameo, «lugar del cráneo». El Evangelio de Marcos dice que Jesús fue crucificado a la hora tercera (9 de la mañana), mientras que el Evangelio de Juan dice que fue en la hora sexta (11 de la mañana a 12 del mediodía).
Los sinópticos dicen que fue crucificado entre dos salteadores, o malhechores, uno a su izquierda y otro a su derecha. El relato de Juan solo dice que fue crucificado entre dos personas, sin especificar su delito.
A diferencia del arte cristiano y de ciertas obras cinematográficas, el reo tan solo cargaba una viga pequeña sobre ambos hombros, a manera de yugo, llamada patíbulum, antenna o furca, la cual solía usarse de viga transversal. Una cruz clásica completa se estima que habría pesado alrededor de 100 kg, haciéndose imposible que un hombre debilitado por la tortura pudiera cargarla.
La concepción popular cristiana de Jesús cargando la cruz entera sobre sus hombros se presenta bastante tarde en el arte cristiano. La representación más antigua conocida de Jesús llevando la cruz data del 420–430. La imagen es una placa de marfil custodiada en el Museo Británico, y muestra a Cristo cargando una cruz desproporcionalmente pequeña, con forma de † que levanta y eleva de la tierra. Similar no realista representación se muestra en un sarcófago ahora perdido que fue encontrado en Borgo Vecchio (con la pequeña cruz a forma de T).
La confusión se refiere a la palabra griega para cruz (stauros) se usaba en las fuentes clásicas para referirse indistintamente a cualquier parte constituyente de la misma, y no necesariamente a una cruz completa.

### Inscripción del cargo
Junto al reo a veces se colocaba un titulus (en griego: τίτλος, títlos) o inscripción del cargo. El uso de este tipo de letreros del cargo está consignado en la Historiæ Romanæ, de Dion Casio (54.3.7-8). Los evangelios narran que sobre Jesús se colocó una inscripción semejante, pero solo el Evangelio de Juan declara que el títlos fuera escrito en tres idiomas, hebreo (que los profesores Alfred Wikenhauser y Brown, entre otros, sugieren podría ser el arameo), griego y latín, a fin de ser leído por las multitudes de extranjeros que acudían a la Pascua.
El Evangelio de Juan dice que el letrero del cargo de Jesús decía «Jesús el Nazareno, el rey de los judíos» (ιησους ο ναζωραιος ο βασιλευς των ιουδαιων). En la versión más escueta de Marcos solo dice: «El rey de los judíos» (ο βασιλευς των ιουδαιων); en Lucas «Este es el rey de los judíos» (ο βασιλευς των ιουδαιων ουτος); y en Mateo «Este es Jesús el rey de los judíos» (ουτος εστιν ιησους ο βασιλευς των ιουδαιων). Solo Juan menciona también la objeción de los principales sacerdotes, que pidieron que se cambiase la inscripción para «Este dijo: Soy rey de los judíos». Pilatos desestimó esta petición respondiendo: «He escrito lo que he escrito» (Juan 19:22).
En el latín de la Vulgata la versión joánica del títlos es «Iesus Nazarenus Rex Iudaeorum», y de ahí viene la sigla INRI típica del arte cristiano de tradición latina; en la tradición griega la abreviación es ΙΝΒΙ, correspondiente al mismo texto de Juan: Ἰησοῦς ὁ Ναζωραῖος ὁ βασιλεὺς τῶν Ἰουδαίων.

### Expoliación y muerte
Era común que los grupos de ejecución estuvieran compuestos por cuatro soldados y un centurión, y que estos pudieran reclamar los bienes de la víctima como parte de su salario (expollatio). En efecto, la Biblia narra que, tras crucificarlo, los soldados se repartieron sus vestiduras.
También, a diferencia de lo representado tradicionalmente en el arte cristiano, el profesor Josef Zias, antropólogo de la Universidad Rockefeller y excurador del Departamento de Antigüedades y Museos de Israel, sugiere que las crucifixiones en Judea no habrían sido en cruces muy altas, en vista de que la madera más disponible para ejecuciones sería la de olivo y estos árboles no son muy altos, lo cual sugeriría que las personas eran crucificadas «a la altura de los ojos del observador».
Según los Evangelios los romanos dieron de beber a Jesús vino con hiel. En tiempos de Jesucristo, los soldados romanos bebían un vino flojo, ácido o amargo, conocido en latín como acetum 'vinagre', o, cuando estaba diluido con agua, posca. Probablemente esta fue la bebida que se le ofreció a Jesús mientras estaba en la cruz. Según unos evangelios, él rehusó un vino agrio mezclado y drogado con mirra (o hiel) que se le presentó para aliviar su sufrimiento. Algunos piensan que este licor era preparado por las mujeres de Jerusalén para aliviar los dolores de las víctimas de crucifixión, y que los romanos aceptaban esto por condescendencia. Sin embargo, otros dicen que, poco antes de expirar, sí aceptó vino agrio puro de una esponja que le acercaron a la boca.
Hacia las tres de la tarde, Jesús exclamó: «Eloi, Eloi, lamá sabactani», que en arameo significa: «Dios mío, Dios mío, ¿por qué me has abandonado?». Sus últimas palabras antes de expirar fueron: «Padre, en tus manos encomiendo mi espíritu». O simplemente «Todo ha sido cumplido», así las palabras finales de Jesús también difieren en los evangelios.

### Disposición de los clavos
El Evangelio de Juan dice que a Jesús le clavaron las manos. Sin embargo, la palabra griega para mano, usada en el evangelio, es χείρ (kheír), que se refiere tanto al antebrazo como a la mano. Esta palabra utilizada en los evangelios traducida como «mano» aparece también en Hechos de los Apóstoles, donde se narra que las cadenas de Pedro cayeron de «sus manos», siendo que debieron de estar colocadas en las muñecas. Debido a esto, el doctor Frederick Zugibe, exjefe médico forense del condado de Rockland, Nueva York, cree que los clavos pudieron haber sido colocados entrando en la palma, en la base del dedo pulgar y saliendo por la muñeca, pasando por el túnel carpiano.
Respecto a cómo pudieron fijarse los pies de Jesús en la cruz, los restos encontrados en 1968 en la localidad de «Giv'at ha-Mivtar» (Ras el-Masaref), al norte de Jerusalén, ofrecen la única pista antropológica concreta jamás encontrada sobre una crucifixión. El arqueólogo V. Tzaferis revisó los restos, encontrando que en el hueso del calcáneo (talón) del pie derecho del difunto todavía había un clavo oxidado. Se trataba de un joven que había sido crucificado entre el año 7 y 66 d. C. El profesor Nicu Haas, antropólogo de la Universidad Hebrea y Escuela de Medicina Hadasha, de Jerusalén, dirigió una investigación que examinó los restos. Haas concluyó que los dos talones habían sido clavados por un solo clavo.
Un reexamen posterior de este hallazgo, hecho en 1985 por el profesor Joe Zias y el doctor Eliezer Seketes, de la Universidad Hebrea y Escuela de Medicina Hadasha, demostró que el clavo que Haas había supuesto de 17 a 18 cm de longitud, en realidad era de solo 11,5 cm, con lo que cada pie fue clavado por separado a cada lado de la cruz. Adicionalmente, se encontró una pieza de madera de acacia entre el hueso y la cabeza del clavo, presumiblemente utilizada para evitar que los talones se deslizaran a través del clavo. Bien podría haber sucedido así con Jesús. Pero también The International Standard Bible Encyclopedia comenta: «Se ha especulado considerablemente sobre [...] la cantidad exacta de clavos que se usó. En las representaciones más antiguas de la crucifixión los pies de Jesús aparecen clavados por separado (s. V), pero en las representaciones posteriores están cruzados y fijados al palo vertical con un solo clavo».
Por supuesto, lo anterior solo son posibilidades. El historiador judío Flavio Josefo escribió que durante el asedio de Jerusalén (70 d. C.) los soldados romanos «fuera de sí de rabia y odio se divertían clavando a los prisioneros en diferentes posturas (allon allói skhémati)».

### Suppedaneum
Cierta tradición artística cristiana también muestra un posapies o «suppedaneum» para fijar los pies de Cristo. Algunos creen ver este tipo de aditamento en el Grafito de Alexámenos, del s. II d. C. y en ciertos amuletos gnósticos con la imagen de Dionisio crucificado, posiblemente una de las más antiguas representaciones de la muerte de Cristo. Sin embargo, no hay mención en las fuentes de un suppedaneum.

San Agustín escribe a este respecto: «La viga vertical de la cruz, que asciende del suelo, en la cual el cuerpo estaba fijado (infixum)». ¿Estaba fijado el cuerpo entero? Claro está que solamente los pies estaban fijados: pero él entiende o bien 'adjunto' o 'apoyado', y no sé si lo que escribió haya sido 'apoyado' (innixum). No obstante, he oído que en dibujos y esculturas incluso antiguas hay indicios evidentes de este tablón: yo no lo rechazaría precipitadamente, indudablemente no de la cruz de Cristo; pero de otros lo haría con más osadía. ¿Pues qué trazas hay en los antiguos escritos?
Justo Lipsio, estudioso del siglo XVI, en su libro De cruce libri tres

Otros componentes mencionados en las fuentes antiguas son el cornu y el sedile o «asiento». El poste central es el stipes o palus.

### Posibles causas de muerte
Algunos investigadores han creído que la muerte de Jesús pudo producirse como resultado de una «rotura del corazón», debido a la historia evangélica del agua y la sangre que fluye de la herida de Cristo. Según ellos, la ruptura cardíaca habría estado relacionada con un daño miocárdico previo que podría haber sucedido debido a un golpe en el pecho durante la ejecución. El relato sobre la sangre y el agua simplemente podría ser también un simbolismo o relato «milagroso» carente de significado forense.
Una teoría de Pierre Barbet establece que la causa típica de la muerte en la cruz era la asfixia. Pues, como todo el peso del cuerpo es soportado por los brazos estirados, el condenado tenía severos problemas para inhalar, debido a la hiperexpansión de los músculos intercostales y del pecho. Debido a eso los verdugos solían fracturar las piernas con mazos de hierro si querían acelerar la muerte (crurifragium), ya que así la víctima quedaba sin sustento para poder levantarse y seguir respirando. Sin embargo, el doctor F. Zugibe, de la Universidad de Columbia, ha concluido, luego de efectuar varios experimentos en voluntarios desde 1980, que cuando alguien se encuentra suspendido con los brazos de 60° a 70° desde la vertical, aunque se le presentan dificultades en la respiración, esta no le resulta imposible, y nota que los experimentos anteriores, en los que un colapso sucedía en solo seis minutos, se efectuaron en individuos suspendidos por las muñecas a menos de 40 pulgadas (un metro) de distancia una de la otra. Observa también que Jesús quedó suspendido por algunas horas, no diez minutos. Zugibe asegura que el crurifragium era utilizado solo como «golpe de gracia», causando un shock traumático severo o una embolia grasa, pero de ninguna manera induciendo la muerte por asfixia.
Hoy se cree que la muerte en una cruz podía suceder por múltiples razones, como shock hipovolémico a consecuencia de la hemorragia causada por los azotes y los clavos, o sepsis generalizada por las heridas infectadas. También podía suceder por la combinación de una serie de otras causas como deshidratación, insolación, cansancio crónico, que eventualmente podían llevar a un paro cardíaco, etc. Por todo ello sería injusto afirmar que la muerte de Jesús fue por una sola causa. Existen, sin embargo, quienes defienden la hipótesis de que Jesús pudo no morir en la cruz, sino que simplemente hubiese caído inconsciente.

### Fecha
Según los evangelios sinópticos Jesús habría sido ejecutado el mismo día de la Pascua judía, mientras que en el Evangelio de Juan fue en la víspera de esa fiesta. La Enciclopedia Judaica explica:

«Tenemos que suponer que Jesús celebraba el festival la víspera, de acuerdo con la costumbre galilea, en caso de que la festividad tuviera que coincidir con el sábado. Pues según el concepto de [la escuela farisea de Shamay], prevaleciente en Galilea, el sacrificio del cordero pascual era un sacrificio particular y no era admisible en sábado».

### Aspectos astronómicos
Los cuatro evangelios mencionan que la crucifixión ocurrió hacia el mediodía. Los de Mateo (27:45) y Marcos (15:33) dicen que hubo tres horas de oscuridad. Lucas (23:45) usa un término que puede significar que el sol se eclipsó (el supuesto eclipse de crucifixión). Pero un eclipse solar no pudo ocurrir el 14 de nisán (o en fecha muy cercana), ya que en esa fecha del calendario judío, todos los años, aparece la luna en su fase llena (esto es, cuando la tierra está entre la luna y el sol) y el fenómeno astronómico únicamente se produce cuando hay luna nueva (o sea, cuando la luna está entre la tierra y el sol). Además, un eclipse solar no dura tres horas.
En la película Barrabás, del director Richard Fleischer y del productor Dino De Laurentiis, la escena de la crucifixión y muerte de Jesús fue filmada el 15 de febrero de 1961 durante un eclipse solar real, para reflejar lo que dice Lucas 23:45. La película comienza con la puesta en libertad de Barrabás en lugar de Jesús, y poco después Barrabás asiste a la crucifixión. Hacia el minuto 13 de la película se inicia la oscuridad, y Laurentiis rodó en tiempo real al del eclipse durante los 3 minutos y medio de oscuridad.

## Historicidad
Desde la exégesis-teológica de Julius Wellhausen con la frase: «Sin su muerte, Jesús no habría sido histórico» respaldada por la historiografía moderna; hasta la crítica más radical de acuerdo al consenso de los eruditos del Jesus Seminar como un «hecho accidental, pero histórico al fin» le dan a la crucifixión de Jesús un auténtico respaldo sin precedentes para un personaje de la antigüedad. El bautismo de Jesús y su crucifixión son considerados dos hechos fácticos sobre Jesús. James Dunn enuncia «que hay dos hechos en la vida de Jesús: el bautismo de Jesús y la crucifixión de Jesús que reclaman casi aceptación universal» y que «destacan con tanta preeminencia ... entre hechos que son imposibles de dudar o de negar... en la escala de hechos históricos» que muy a menudo son los puntos de inicio en el estudio del Jesús histórico. Bart Ehrman enuncia que la crucifixión de Jesús por mandato de Poncio Pilato es el hecho más fehaciente que se tiene sobre Jesús. John Dominic Crossman manifiesta que la crucifixión de Jesús es tan cierta como cualquier otra aseveracion histórica podría serlo. Eddy y Boyd manifiestan que a esta fecha ya ha sido «firmemente establecido» que tenemos acceso a confirmación no-cristiana de la crucifixión de Jesús. Craig Blomberg dice que la gran mayoría de los académicos de la tercera «búsqueda del Jesús histórico» consideran la crucifixión como indiscutible. Christopher M. Tuckett indica: «Que aunque las razones exactas para la muerte de Jesús son difíciles de determinar, uno de los hechos indiscutibles sobre él es que fue crucificado».
Sin embargo existen teorías alternativas, tanto desde la perspectiva de otras visiones religiosas como desde la historia. Los musulmanes por ejemplo consideran que Jesús (Isa), Profeta y Enviado de Dios (Alá), no fue crucificado ni matado sino que Alá (Dios) lo elevó hacia sí (Corán 4:157-158).

## La cruz de Cristo
El investigador Raymond Edward Brown afirmó: «El término "cruz" condiciona nuestro concepto de ella, porque transmite la idea de dos líneas que se cortan. Pero ni la voz griega stauros ni la latina crux tienen necesariamente ese significado». La palabra original usada en la Biblia para referirse a este instrumento de muerte, σταυρός (staurós), primariamente solo significó «poste», «estaca» y luego llegó a emplearse, ya antes de Cristo, para referirse a una amplia gama de cruces que fueron utilizadas por los romanos en la antigüedad clásica.
Brown afirmó que a pesar de la imposibilidad de saber a ciencia cierta, sobre la sola base del significado de la palabra σταυρός, cuál fue la forma específica de la cruz en que murió Jesús, ésta sí se puede concluir por el hecho de que Simón de Cirene o el mismo Jesús llevaron la cruz al lugar de la ejecución, que debe referirse al patíbulum que debía servir como travesaño de la cruz de ejecución. Así, por tanto, Jesús murió en una crux compacta.
Una evidencia de la forma de la cruz se encuentra en la interpretación dada por los primeros cristianos a su postura de oración. Para las Odas de Salomón (desde finales del siglo I hasta principio del siglo II d. C.), la posición orante, con los brazos extendidos, que tomaban los primeros cristianos al rezar, representaba la posición de Jesús en la cruz.
La representación de la figura del orante, que se encuentra frecuentemente en las catacumbas, crípticamente evocaba para los cristianos, entonces bajo persecución, la cruz y la crucifixión de Jesús de una manera que no entendían los no iniciados. Así los cristianos oraban con los brazos extendidos en forma de cruz, mientras que los paganos oraban con las manos elevadas por encima de la cabeza.
Tertuliano declaró que los cristianos no sólo elevan las manos sino también las extienden y confiesan a Cristo imitando la pasión del Señor en la oración. Vio un reflejo de esta manera cristiana de orar en las aves que «se elevan hacia el cielo y extendiendo en vez de manos la cruz de sus alas dicen algo que parece ser una oración».
Minucio Félix (entre 150 y 270 d. C.) también compara la forma de la cruz (crux) a la de un hombre que reza con las manos extendidas y a otros objetos similares: «Pues vemos la señal de la cruz, como es natural, en un barco llevado con velas hinchadas o deslizándose con remos expandidos; y cuando se eleva el travesaño es el signo de la cruz; y cuando un hombre con las manos extendidas venera a Dios con mente pura».
El anónimo autor de la Epístola de Bernabé indicó que la cruz de Cristo tuvo la forma de la letra T, y por el otro lado consideró que Moisés, al extender sus brazos para rezar hizo una figura de la cruz. Tertuliano dijo que la letra T «es la misma forma de la cruz».
También en las primeras representaciones pictóricas de la crucifixión de Jesús es clara la presencia de un travesaño. La más antigua todavía existente es una gema de jaspe tallada a finales del siglo II o principios del siglo III, probablemente en Siria, y utilizada como amuleto, que actualmente se encuentra en el Museo Británico. Presenta a Jesús barbudo y desnudo, atado por cuerdas al travesaño de una cruz. La inscripción en idioma griego combina palabras mágicas con términos cristianos. La descripción en el catálogo de una exhibición en la que fue incluida observa: «La aparición de la crucifixión en una gema grabada de fecha tan temprana sugiere que imágenes del crucifijo (ahora perdidas) pueden haber sido generalizadas en el segundo y tercer siglo, más probablemente en contextos cristianos convencionales».
A continuación se exponen teorías sobre la forma de la cruz de Cristo.
La terminología que se usa para referirse a diversas formas de la cruz fue inventada por Justo Lipsio en 1594. La distinción fundamental se basa en el número de piezas de madera usadas para formar la cruz, una o dos. Si consiste en una única pieza, es una crux simplex ad affixionem: un único poste vertical al que se ataba al condenado con las manos elevadas sobre la cabeza. Si consiste en dos piezas, es una crux compacta: un conjunto donde el condenado tiene los brazos extendidos a ambos lados. Como subdivisión de la crux compacta, Lipsio distinguió entre la crux decussata (a forma de X), la crux commissa (a forma de T) y la crux immissa (a forma de †).
Brown indica que la única diferencia entre la crux commissa y la crux immissa era el lugar en que se dispusiera de la muesca en el poste vertical, o encima o en el lado, donde se insertaba el patibulum o travesaño traído al lugar de ejecución por el condenado.

### Crux commissa
La llamada crux commissa, «cruz Tau» o «cruz de San Antonio» es la forma de la cruz de Cristo presente en el más temprano arte paleocristiano, y en algunos de los más antiguos escritos sobre la cruz de Jesús. Además, según las fuentes griegas y latinas, esta era la forma más común y acostumbrada de crucifixión en el imperio romano.
No sería necesario bajar el travesaño para colocar el letrero del cargo, pues se podría incorporar un aditamento para ello, o simplemente aumentar el ángulo de los brazos para dejar un espacio sobre la cabeza.
El uso de las crux commissa fue tan común en el imperio romano que con el tiempo se consideró popularmente como la forma más natural de la cruz, llegando a asimilarse esta forma con la palabra misma. Por ejemplo, Luciano de Samosata, escritor grecosirio del s. II d. C., en su obra «El Juicio de las Vocales», constató la popularidad de este tipo de cruz: 

«Así injuria a los hombres (la letra Τ) en cuanto a las palabras; y de hecho, ¡cómo los ultraja! Lamentándose los hombres, deploran su desgracia y maldicen a Cadmo por haber introducido la Tau (Τ) en el Gremio de las letras. Dicen que los tiranos la tomaron por modelo e imitaron su forma para labrar bajo el mismo tipo los maderos y fijar en una cruz en ellos a los hombres; y que de esta máquina infame proviene su nombre infame. Yo creo que no puede imponérsele en justicia otra pena menor que condenarla al suplicio de sí misma, para que en su propia figura expíe su delito, ya que la cruz se formó por ella y por ella también la llamaron así los hombres».

Esta relación entre la palabra «stauros» y la letra Tau no implica que etimológicamente «stauros» signifique «fijar en Tau», sino que es un simple juego de palabras que refleja la manera natural y usual en que los hombres evocaban este instrumento de muerte.
Respecto a los escritores cristianos de los primeros siglos que atribuyen esta forma a la cruz de Cristo, esta se basa en la comparación que hacen con la letra Tau. Así, se pueden dar los siguientes ejemplos:
La seudoepigráfica Epístola de Bernabé de autor desconocido aparece en citas de Clemente de Alejandría y Orígenes a mediados del siglo II d. C. y por eso fue escrita al más tardar en la primera mitad de ese siglo, o a fines del siglo I d. C., lo que la constituiría en uno de los textos más antiguos del cristianismo, junto a la Didache. En esta obra se describe la cruz (σταυρὸς) de ejecución como semejante a la letra T: «Abraham, que fue el primero en practicar la circuncisión, circuncidó a los de su casa mirando anticipadamente en espíritu hacia Jesús, tomando los símbolos de tres letras. Dice, en efecto, la Escritura: «Y circuncidó Abraham de su casa a trescientos dieciocho hombres». Ahora bien, ¿cuál es el conocimiento que le fue dado? Atended que pone primero los dieciocho y, hecha una pausa, los trescientos. El dieciocho se compone de la I, que vale diez, y la H, que representa ocho. Ahí tienes el nombre de IHSOUS. Mas como la cruz había de tener la gracia en la figura de la T, dice también los trescientos. Consiguientemente, en las dos primeras letras significa a Jesús, y en otra, la cruz». También dice que Moisés hizo «una figura de la cruz y del que había de sufrir en ella» (τύπον σταυροῦ καὶ τοῦ μέλλοντος πάσχειν) al extender sus brazos para salvar al pueblo de la derrota (cf. Éxodo 17:8-13). Para demostrar que el escritor de la Epístola no podía ser Bernabé apóstol la Cyclopædia de McClintock y Strong del 1867 declaró: «Evidentemente el escritor no estaba familiarizado con las Escrituras Hebreas y ha cometido el disparate de suponer que Abrahám haya conocido el alfabeto griego varios siglos antes de que existiera». La Epístola de Bernabé utilizó la interpretación alegórica de las Escrituras, como hacían muchos Padres de la Iglesia, método justificado por precedentes en las mismas Escrituras, habiendo sido muy utilizado por los escritores del Nuevo Testamento, por ejemplo por Pablo en su Epístola a los gálatas.

Tertuliano (escribió entre el 190 y 220 d. C.)
«Pero, para regresar a Moisés ahora, me pregunto, ¿por qué, cuando Josué estaba luchando contra Amalec, él no oró sentado, sino que extendió las manos...? A no ser que allí, [...] la figura de la cruz también era necesaria...». «Ahora la letra griega TAU en nuestra propia letra es una T y es la misma forma de la cruz».

Jerónimo (vivió en 347-420 d. C.)
«¿Qué es lo que dice indignado? "¡Esto podría haber sido vendido por más de trescientos denarios!", porque a él, que fue ungido con este perfume, se le crucificó. Nosotros leemos en Génesis que el arca que Noé construyó era de trescientos codos de longitud, de cincuenta codos su anchura y de treinta codos su altura. Noten la importancia mística de los números [...] El trescientos contiene el símbolo de la crucifixión. La letra T (tau) es la señal para trescientos».

### Crux immissa
La versión más común en la iconografía cristiana es la crux immissa (con el travesaño bajado).
El Evangelio de Mateo dice que el titulus fue puesto «por encima y arriba» de la cabeza de Jesús. (Gr.: ἐπάνω, epanō), de la preposición ἐπί (encima) y ἄνω (por sobre),) en tanto que Lc 23:38 dice «sobre él». Según Raymond E. Brown, a esta última descripción se debe la representación de la cruz en forma de crux immissa en vez de crux commissa. Si a Jesús se le hubiese fijado en una crux simplex, el titulus se habría puesto sobre sus manos o a una altura que le habría dificultado incorporarse para respirar. El profesor J. H. Bernard indica que esta declaración en Mateo «sugiere que la cruz era de la forma llamada crux immissa, con un travesaño para los brazos, como los pintores generalmente han representado que es». La International Standard Bible Encyclopedia hace la misma observación: «La forma que normalmente se ve en las pinturas, la crux immissa (Cruz Latina “†”), es aquella donde el poste derecho se proyecta con un travesaño más corto. Por la mención de la inscripción clavada sobre la cabeza de Jesús, puede inferirse seguramente que esa es la forma de la cruz en que él murió».
Respecto a los escritores cristianos de los primeros siglos que creían que fue esta la forma de la cruz de Jesús, se tienen, además del ya citado anónimo autor de la Epístola de Bernabé, otros ejemplos:
Justino Mártir (100–165 d. C.) vio como el autor de la Epístola de Bernabé una imagen de la cruz de Cristo en el episodio de Moisés que tenía los brazos extendidos a ambos lados (τὰς χεῖρας ἑκατέρως ἐκπετάσας): si Moisés relajó «esta figura que imita a la cruz (τοῦ σχήματος τούτου τοῦ τὸν σταυρὸν μιμουμένου), el pueblo perdía la batalla, y si se mantenía en esta posición, el pueblo vencía a causa de la cruz (διὰ τοῦ σταυροῦ)». Añadió que la victoria se debía no a la oración de Moisés sino a que quien mandaba en la batalla tenía el nombre de Jesús (en griego, Josué se llama Ἰησοῦς, Jesús) y porque Moisés estaba formando la señal de la cruz (τὸ σημεῖον τοῦ σταυροῦ ἐποίει).
En la misma obra Justino describe la cruz (τὸν σταυρόν) como compuesta de un madero en posición vertical encajado por otro horizontal, mientras que otro sobresale en el medio, en el que se sientan los crucificados. y dice que el cordero de Pascua es un símbolo del sufrimiento de la cruz (τοῦ πάθους τοῦ σταυροῦ) al que el Mesías tenía que someterse: para ser asado, fue dispuesto en la forma de la cruz (σχηματιζόμενον ὁμοίως τῷ σχήματι τοῦ σταυροῦ): «un espetón lo atravesaría desde la parte inferior hasta la cabeza y otro en la espalda, al cual se unía las patas».
En su Primera Apología Justino declaró:

«[...] la cruz es ahora el símbolo más grande del poder de Dios y de su soberanía. De hecho, todos podemos observar que la forma de la cruz es esencial a nuestros asuntos rutinarios de la vida. Por ejemplo, tú utilizas la cruz cada vez que navegas a través del mar, el mástil forma una cruz. El arado del granjero es de esta misma forma, como lo son la mayor parte de las herramientas usadas por artesanos y trabajadores. Además, mira la forma del cuerpo humano y cómo difiere de los animales irracionales. Diferimos de los animales en el hecho de que nosotros nos mantenemos erguidos. Y cuando nuestros brazos se extienden formamos la figura de la cruz (τὸ σχῆμα τοῦ σταυροῦ). Finalmente, miren sus propias banderas y los estándares militares. Estos también tienen la forma de la cruz».

Ireneo de Lyon (c. 130 - c. 202 d. C.) repite lo que ya dice Justino, afirmando: «La estructura de la Cruz presenta cinco extremidades: dos a lo largo, dos a lo ancho y en el centro una quinta, sobre la que se apoya el crucificado».
Minucio Félix (entre 150 y 270 d. C.) compara la forma de la cruz (crux) a varios objetos cruciformes: «Pues vemos la señal de la cruz, como es natural, en un barco llevado con velas hinchadas o deslizándose con remos expandidos; y cuando se eleva el travesaño es el signo de la cruz».
Incluso después de la legalización del cristianismo en el imperio romano (comienzo del siglo IV), y luego de la supresión de este tipo de ejecuciones, los escritores cristianos describían la cruz de Cristo como provista de un travesaño, como ya hacían todos los de época anterior citados.

Fírmico (escribió en 346 d. C.):

«¿Cuáles son esos cuernos que se afirma que él posee? [...] Los cuernos no significan otra cosa sino la venerable señal de la cruz. Por un “cuerno” de esta señal, el que es alargado y vertical, el universo se sostiene [...]; y por la juntura de los dos cuernos que van hacia los lados el Este está conmovido y el Oeste apoyado [...] Cristo, ¡Con tus brazos extendidos apoyas el universo y la tierra y el reino de los cielos! [...] Para conquistar a Amalec, Moisés extendió hacia afuera sus brazos imitando estos cuernos».

Rufino escribió cerca del 404 d. C.:

«Estas palabras, "la altura y anchura y profundidad", son una descripción de la cruz. La porción de ella que está fijada en la tierra él llamó la profundidad. Por altura él quiso decir la parte que se estira sobre la tierra y va hacia arriba, por la anchura las partes que se extienden hacia fuera a la mano derecha y la izquierda [...] Cristo con sus manos extendidas, es más, según el profeta inspirado, él las mantuvo así a lo largo de todo el día hacia el pueblo que estaba sobre la tierra, testificándoles a los incrédulos y dando la bienvenida a los creyentes».

San Agustín, a su vez, escribió entre el 412 y 414 d. C.:
«Así que, arraigados y cimentados en amor, seáis plenamente capaces de comprender con todos los santos cuál es la anchura y la longitud, la profundidad y la altura, es decir, la cruz del Señor. Su anchura es simbolizada por la viga transversal en donde las manos se extienden; la longitud es la viga vertical de la cruz, que asciende del suelo, en la cual el cuerpo entero, desde las manos hacia abajo, estaba fijado; la altura, desde el poste hacia la cima lo que sobresale a la cabeza; la profundidad es la parte que está oculta, enterrada en la tierra».
«No fue sin razón que él escogió este tipo de muerte, ni la hubiese escogido, excepto porque en ella Él se destacó como el amo de esta "anchura, longitud, altura y profundidad". Ya que hay anchura en el travesaño, el cual se amarra arriba; esto se refiere a las buenas obras porque las manos se extienden allí. Hay longitud en la parte visible de la viga que se extiende hasta abajo a la tierra [...] La altura está en esa parte de la cruz que se extiende desde el travesaño hacia arriba, y se deja sobresalir para que apunte hacia arriba, es decir, desde la cabeza de los crucificados [...] Y ahora, verdaderamente, la parte de la viga que no se ve, cual es la que se entierra y se esconde, desde donde se levanta todo hacia arriba, significa la profundidad de la gracia que nos es dada gratuitamente».

Respecto a la eventual presencia de un suppedaneum en la cruz, Justo Lipsio escribió:
«No sé si a este tema se refieran las palabras de Inocencio: 'En la cruz del Señor había cuatro piezas de madera. La viga perpendicular, el travesaño, el tronco de un árbol puesto por debajo, y el título (inscripción) puesto por encima'. [...] También nos relata Ireneo: 'La propia construcción de la cruz tiene cinco extremos, dos verticales y dos horizontales, y uno en el medio, donde la persona prendida con clavos se sienta. [...] Ellos dividen la cruz en cinco extremos (Tertuliano les llama «puntos»), los cuatro que se conocen y se cruzan entre sí; y el quinto, el cual ellos colocan a mitad de la cruz, en donde la viga transversal corta la viga fija. Con esto en consideración, hay cinco extremos».
La principal objeción histórica que se ha hecho a estas descripciones es la lejanía temporal (ca. 150 d. C. para Justino Mártir, 80-120 para la Epístola de Bernabé y mediados del siglo II para las Odas de Salomón) respecto a lo descrito en los evangelios (a su vez escritos en las últimas décadas del siglo I: finales de los años 60 o comienzos de los 70 para el Evangelio según Marcos, que se considera ser el primero, y los años 80 o 90 para Mateo y Lucas, y ca. 100 en el caso del Evangelio según Juan), y que se basarían en tradiciones más bien que en una auténtica memoria histórica. Ejemplos de interpolaciones semejantes se ven en las más antiguas imágenes de Jesucristo, en una de las que se representaba a Cristo como pastor sin barba, lo que no corresponde con las costumbres judías que hoy se conocen de la antigüedad. Otro ejemplo de las deficiencias de la tradición como determinante absoluta se puede notar por el hecho, ya mencionado, de que se empezase a representar a Cristo cargando una cruz completa cerca del 430 d. C. Si se toma en cuenta que la crucifixión fue prohibida por Constantino en el 337, se tiene que en menos de 100 años la tradición cristiana olvidó que los romanos solo hacían cargar el travesaño.

### Crux simplex
Otra forma de imaginar la cruz de Cristo es la de una «crux simplex ad affixionem» o poste vertical sin travesaño, con las manos directamente sobre la cabeza, sostenida por algunos eruditos y religiosos de la última mitad del XIX y la primera del XX. El pastor Hermann Fulda escribió en 1878: «No había árboles disponibles en todo lugar que se escogía para una ejecución pública. Por eso, se hundía en el terreno una simple viga. A esta, con las manos levantadas hacia arriba, y frecuentemente también con los pies, se ataba o clavaba a los forajidos». W. E Vine se adscribió a esta tesis en 1940.
En efecto al parecer en ocasiones los romanos podían usar la forma de crucifixión simple sin travesaño, incluso directamente sobre árboles vivos, y a este respecto Joe Zias declara a su parecer que: «El número de individuos a ser crucificados, de hecho, puede haber determinado la forma en que la ejecución tomaba forma. Así, como en el caso de la cuenta de 6.000 prisioneros de guerra que fueron crucificados a lo largo de la Vía Apia entre las ciudades de Roma y Capua [cuando la rebelión de Espartaco], como parte de una celebración de la victoria, parece plausible que se empleara la manera más rápida y eficiente. Eso sería simplemente atar a la víctima al árbol o cruz con las manos suspendidas directamente sobre su cabeza». Zias no se pronuncia respecto a la muerte de Jesús, situación en la que los condenados eran tres, no 6000.
Una objeción que se ha presentado a esta hipótesis referida al caso de Jesús es la descripción de los propios Evangelios, donde se da a entender una pluralidad de clavos usados en las manos de Cristo. También la mención de que el letrero del cargo estaba sobre la cabeza de Jesús, y no sobre sus manos, presentaría una refutación a esta tesis. Un dibujo de una crucifixión en una crux simplex ad affixionem que Hermann Fulda consideró en 1878 «la más probable crucifixión del Salvador» muestra las manos clavadas de modo independiente sin recurrir a un travesaño.Esta hipótesis es defendida por los Testigos de Jehová quienes en su traducción de la Biblia usan el término «madero de tormento», para la palabra griega σταυρός, staurós.
Otra objeción es que, como se ha visto, los cristianos del siglo II, en la misma época de la composición de los Evangelios, conociendo la forma usual de crucifixión romana, nunca describen la cruz de Cristo como una crux simplex sino como una cruz patibular compuesta con travesaño.
Asimismo se ha cuestionado la teoría porque la ausencia de un travesaño haría que la víctima muriera rápidamente de asfixia. Según el doctor Frederick Zugibe, la suspensión por las manos extendidas directamente sobre la cabeza a distancia de menos de un metro la una de la otra (como en una crux simplex) precipitaría la asfixia en pocos minutos, pero Jesús quedó suspendido por horas. Eso explicaría la inclusión romana de aditamentos como el travesaño y el sedile (asiento), con el fin de prolongar la agonía en un progresivo refinamiento de crueldad. Relatos de testigos presenciales, prisioneros de guerra durante la Segunda Guerra Mundial en el campo de concentración de Dachau, indican que las víctimas suspendidas de vigas de sus muñecas expiraban en el plazo de diez minutos a una hora. Zias afirma que «la muerte de esta manera, que es una forma de crucifixión, es el resultado de asfixia», y que «si las víctimas eran atadas con las manos extendidas sobre sus cabezas [como en la hipótesis de la crux simplex], y se les dejaba colgando, la muerte podía sobrevenir en una hora, o en cuestión de minutos, dependiendo si las piernas de las víctimas eran clavadas, de tal forma que no pudieran utilizar sus brazos y elevar el cuerpo para exhalar».
El principal argumento esgrimido en favor de esta teoría es el significado literal original de la palabra griega usada en los Evangelios. La obra New Bible Dictionary (1962), de James Dixon Douglas no acepta que los Evangelios hayan elegido usar el término en su sentido original en lugar de un sentido más actual: «La palabra gr[iega] para 'cruz' (stauros, verbo stauroō) significa primariamente una estaca o viga vertical y secundariamente un poste utilizado como instrumento de castigo y ejecución. [...] Además de la sola estaca vertical en la que se ligaba o se empalaba la víctima, hubo tres tipos de cruces [...] la crux immissa era la consabida a dos vigas †, que la tradición mantiene ser la forma de la cruz en la que murió nuestro Señor (Ireneo, Haer. ii. 24. 4). Esta se refuerza por las referencias en los cuatro Evangelios (Mt 28:37; Mc 15:26; Lc 23:38; Jn 19:19-22) al título clavado a la cruz de Cristo sobre su cabeza». «Stauros» viene de la palabra griega ἵστημι (Ístemi), que significa «estar, parar, sostener, mantener (en pie)», etc., y a su vez deriva del indoeruopeo «stáo», que significa «tallo, erguido, erecto» (y de ahí «stand», en inglés, Stecken, Stand en alemán y en español «estaca»).
En efecto, esa era la forma original de la crucifixión entre los pueblos orientales prerromanos, pero los romanos luego le incorporaron el travesaño y desde entonces la palabra «stauros» se usó en los escritos griegos para referirse a cualquier tipo de cruz de ejecución. El Nuevo diccionario bíblico ilustrado dice: «Numerosas naciones de la antigüedad practicaban la crucifixión o un suplicio análogo. Primitivamente se empleaba un solo madero (de empalizada o de fortificación), o un palo aguzado en su parte superior... bien conocido por los asirios, persas, cartagineses y egipcios... Los griegos y romanos modificaron a su tiempo el primitivo madero, añadiéndole un madero transversal (patibulum)».
Debido a esto último Raymond Edward Brown consideró excluida de la crucifixión de Jesús la hipótesis de la crux simplex, por el hecho de que los evangelios describen que Simón de Cirene (los sinópticos), o el mismo Jesús (Juan), llevaron al lugar de ejecución el stauros, lo que da a entender el rito romano de hacer a la víctima cargar el patibulum, que era unido como travesaño al poste vertical ya fijado en el suelo.

### Cruz árbol
Finalmente existe la hipótesis de que Jesús pudo haber sido fijado a un árbol vivo.
Haciéndose eco de la eventual escasez de madera, del número de los reos a ejecutar, o de la premura en las ejecuciones, existe la tesis planteada por, entre otros, el profesor Joe Zias de que los romanos en ocasiones podían crucificar a las víctimas directamente en árboles. Zías, como ya se ha dicho, no se pronuncia sobre la ejecución de Jesús. 
Es en programas de televisión donde documentalistas, como Jean-Claude Bragard y Bryan Bruce, han afirmado que Jesús también podría haber sido ejecutado en un árbol vivo, y Bruce atribuye esta opinión a Zias. También el pastor evangélico John D. Keyser, de la iglesia Hope of Israel, afirmó que Jesús murió en un patibulum fijado en un árbol y que los dos ladrones crucificados con él fueron atados al mismo árbol. Citando el libro The Secrets of Golgotha, de Ernest L. Martin, dice que el conjunto de árbol y patíbulo fue un stauros en el sentido amplio que esta palabra había asumido en el siglo I d. C.
Además de la escasez de madera en el Israel de los días de Jesús otra de las bases propuestas para esta idea es que en algunos textos del Nuevo Testamento (Hch; Gl 3:13; 1Pd 2:24) se usa para referirse a la cruz de Cristo la palabra griega ξύλον (xylon), palabra que entre muchas otras acepciones tiene el significado de «árbol». La posibilidad del sentido de «árbol» para la palabra «xylon» está confirmada en la Anábasis de Jenofonte, 6.4-5, y en Ap 22:14.
Sin embargo, se ha refutado que el sentido genérico de «madera» para la palabra xylón hace referencia a la materia de la que esta estaba construida y no a su forma. Este uso de la palabra xylón, para referirse a la cruz de Cristo, ha existido por siglos, sin por ello haber significado un árbol vivo. Ya en la literatura cristiana primitiva se usaba esta palabra, como en las Odas de Salomón:

Las Odas de Salomón (desde finales del siglo I hasta principio del siglo II d. C.): «Extendí mis manos y las acerqué a mi Amo, porque la extensión de mis manos es Su signo: Mi expansión es el xylón (árbol / cruz) extendido, el cual estaba levantado en el camino del Justo». (Oda 42:1-2).

Es así como frecuentemente se usa la palabra xilón para referirse a la cruz de Cristo en la liturgia griega, y sin embargo la iglesia ortodoxa siempre ha concebido la cruz de Cristo como una cruz patibular común.
El tema de árboles vivos usados como cruces en otros contextos ha sido debatido ampliamente. En los tiempos prerrepublicanos, los romanos en ocasiones castigaban a los esclavos desobedientes atándolos a los árboles baldíos. De acuerdo con esto, existió la tesis de que la crucifixión pudo haberse desarrollado a partir de la antigua costumbre del arbori suspendere, que era colgar a un reo de un arbor o lignum infelix (árbol infortunado o maldito) dedicado a los dioses del mundo de las tinieblas, pero el profesor William A. Oldfather escribió un detallado estudio refutando tal idea, señalando que este castigo no involucraba ninguna forma de ahorcamiento o de cualquier otro tipo de método para clavar o fijar al árbol, sino sólo muerte por flagelación.
Tertuliano (quien indubitablemente creía en una cruz compuesta común para el caso de Jesús) menciona un caso donde se usaron árboles para crucificar a un grupo de sacerdotes de un dios fenicio que él llama Saturno. Por su parte, Séneca el Joven utilizó antes la frase «árbol maldito» (lignum infelix) para referirse retóricamente a la cruz. Después de citar un poema de Mecenas, que habla de preferir la vida antes que la muerte, incluso cuando la vida esté cargada con los dolores de la vejez y de la tortura (vel acuta si sedeam cruce), Séneca discrepa, señalando que la muerte sería mejor que la crucifixión: «Yo contemplo como despreciable el deseo de seguir viviendo, aún hasta en la cruz;... ¿vale la pena aplastar tus propias heridas mientras cuelgas extendido de un patíbulo? ... ¿Se le ocurre a alguien que haya quien esté dispuesto a ser fijado en el árbol maldito (infelix lignum)? ¿Debilitado, deforme, hinchado, con ronchas horribles desde los hombros al pecho? ¡Tendría muchas razones para desear la muerte, incluso antes de montar en la cruz! Entregaría el alma antes que experimentar tales tormentos». 

«Contemptissimum putarem, si vivere vellet usque ad crucem;... ¿Est tanti vulnus suum premere et patíbulo pendere districtum;... Invenitur, qui velit adactus ad illud infelix lignum, iam debilis, iam pravus et in foedum scapularum ac pectoris tuber elisus, cui multae moriendi causae etiam citra crucem fuerant, trahere animam tot tormenta tracturam?»

## Hallazgos arqueológicos de representaciones de la crucifixión de Jesús
El más temprano arte paleocristiano fue rico en simbología. Aparecen representaciones como El Buen Pastor, el Orante, la Paloma, el Pez, el Ancla, etc., pero extrañamente el signo de la cruz aparece en forma tardía, y la imagen de Cristo en ella todavía más. De todas formas hay algunos interesantes hallazgos que podrían significar, según su datación e interpretación, representaciones de la muerte de Cristo todavía más antiguas, y por ende, podrían arrojar alguna pista sobre las más tempranas tradiciones acerca de su crucifixión.

### Cruces en osarios e inscripciones judías
En 1873 un famoso erudito francés, llamado Charles Clermant-Ganneau, informó del descubrimiento de una caverna de sepultura en el Monte de los Olivos. Dentro había 30 osarios, varios de ellos tenían signos cruciformes junto a nombres tan comunes para ese tiempo como Juan o Jesús. Luego, en 1945 se descubrió una tumba familiar en «Talpiot», Jerusalén, por el Profesor E. L. Sukenik del «Museo de Antigüedades Judías de la Universidad Hebrea de Jerusalén». Dos osarios tienen el nombre de «Jesús» en griego. El segundo tiene también cuatro cruces grandes dibujadas. El Prof. Sukenik concluyó que las inscripciones y las cruces estaban relacionadas, siendo ellas «expresiones de pesar por la crucifixión de Jesús». A la luz de estudios paleográficos, estas inscripciones datarían desde el siglo I a. C., al I  d. C.
Pero la opinión más actual de los arqueólogos es descartar la atribución cristiana a este tipo de marca, que en verdad aparece en el 40% de los osarios encontrados en Israel, incluso en los anteriores a los días de Cristo, ya que se ha concluido que se usaba simplemente para alinear la tapa a manera de marcas de albañil. Esta interpretación está confirmada por la presencia de un asterisco en el mismo lado de la tapa de los osarios. Esta es la opinión de arqueólogos como L. Y. Rahmani y Amos Kloner. Rahmani las llama «Marca de dirección». Esta conclusión es compartida por la investigación sobre supuestas marcas de cruces cristianas sobre una serie de osarios judíos del profesor R. H. Smith.
Sin desmedro de lo anterior, otros académicos creen que los judíos del tiempo de Jesús usaban una «x» o un signo «+» como símbolo de protección basado en Ez 9:4. Pero la letra hebrea Taw solo tenía apariencia de T en el antiguo paleohebreo y no en el hebreo cuadrado del siglo I, en que tiene el aspecto de una herradura invertida. En todo caso, solamente sería una marca simbólica de protección, no una cruz basada en el martirio de Cristo. Por ejemplo, una inscripción hebrea, datada del 136 d. C., encontrada en Palmira, una antigua ciudad de Siria, contiene una inscripción aramea encerrada entre dos «x»:

X לבריך שמה לעלמא עבר שלמן בר נשא בר צידא... ברק על היוהי והיי בנוהיבירה ניסן שנת תמו ...X
 «X Sea su nombre bendito por siempre. Bar (Hijo de) Shlomon, bar Nesa, bar Tsaïda, ... Baraq, por su salud y la de sus hijos. (Mes de) Nisán, año 447 X».

### En Pompeya y Herculano
El descubrimiento en Pompeya y Herculano de varias cruces, incluida una de yeso en la pared de la llamada «Casa Pansa» y la huella de otra en la pared de una panadería en la llamada «Casa del Bicentenario», se han interpretado como prueba de un temprano culto a la cruz cristiana y testimonio de la forma en que murió Cristo, anterior al año 79 d. C. La existencia del grafito de la Domus 22 de Pompeya, que dice Bovius Audit Christianos («Bovio presta oídos a los cristianos»), parece reforzar esta hipótesis.
En cambio, el profesor José María Blázquez, en la obra Cristianismo primitivo y religiones mistéricas, afirma que «es dudoso que sea un símbolo cristiano en una fecha tan temprana,... pues la cruz como símbolo cristiano está atestiguada a partir del siglo IV, como en los sarcófagos núm. 171 y núm. 169 del Museo Laterano, ya de mediados de ese siglo, o el núm. 106 de este mismo museo, de finales de siglo».
En esta misma línea el profesor Antonio Varone también descarta la adjudicación cristiana. Escribe que para encontrar «un culto verdadero a la cruz como objeto, hay que esperar hasta el siglo IV, cuando la conversión del emperador y las masas de paganos haría que tal forma de veneración estuviera más acorde con su espiritualidad». Varone añade: «Incluso en los siglos II y III y hasta los tiempos de Constantino es muy raro encontrar tal símbolo en conexión clara con el cristianismo». Asimismo afirma que, aparte de las dudas sobre la identificación de este símbolo que se supone que es una cruz cristiana, «existe el descubrimiento en la misma panadería de la pintura de una divinidad con forma de serpiente, y algunos hallazgos sumamente obscenos que son también difíciles de conciliar con la supuesta espiritualidad cristiana del dueño de la panadería. Es sabido que desde los albores de la civilización, incluso antes de convertirse en símbolo de redención, el emblema cruciforme se utilizaba con un claro significado mágico y ritual. En tiempos antiguos se creía que la cruz tenía el poder de proteger de influencias malignas o destruirlas, y servía principalmente de amuleto».
Sin embargo, para el arqueólogo español Antonio García y Bellido, el descubrimiento de Herculano tiene las características básicas de una especie de retablo perteneciente a un santuario privado cristiano, contrastando en mucho a una actividad sincrética no cristiana de la cruz conocida en la región; ello se apoya en cuatro hechos fundamentales: 1) Destaca la cruz, única y aislada, en el paño estucado, y el estar este precisamente al fondo de la habitación, frente por frente de la puerta de entrada, a través de la cual pasaba la luz que venía de una ventana abierta en el corredor, precisamente hacia el Oriente. Recordando además las alas o batientes que la debían flanquear para cubrirla (algo ilógico en los cultos cruciformes precristianos). 2) Está íntimamente ligada en su historia al desembarco en Pozzuoli de Pablo de Tarso en el año 60 d. C. de acuerdo con Hechos de los Apóstoles. 3) Su inesperable desaparición violenta del paño estucado que la enmarcaba sólo puede explicarse de forma plausible en relación con un evento cuya amenaza fuera la exposición del símbolo en sí, cumpliéndose muy probablemente esto durante la persecución neroniana del año 64 a 68 d. C., dado que no ocurre el mismo caso con otro tipo de reliquias religiosas, que sí fueron encontradas íntegras en demás viviendas (inclusive el cuadro de la serpiente tótem), lo que pudo interpretarse en su momento como «símbolo no grato» por su distintivo, y 4) Se encontró en un tipo de aposento que era muy probablemente destinado a esclavos que servían en ese tipo de comercios dentro de la villa patricia.

### El grafito de Alexámenos

Delineado del dibujo

En 1856, en una pared de las habitaciones usadas por la guardia pretoriana en las ruinas de los palacios imperiales de la ciudad de Roma, se encontró una inscripción en la que aparece una cruz de la que pende un asno. Enfrente está un hombre con los brazos abiertos en posición de oración que contempla la cruz. Una inscripción griega dice αλεξαμενοϲ ϲεβετε θεον, Alexámenos sébete Theón, «Alexámenos venera a Dios». Se piensa que el grafito palatino data de los días del Emperador Marco Aurelio, entre 161-180 d. C., pero algunos lo han fechado tan tarde como durante el reinado de Alejandro Severo, entre 222-235 d. C.
El profesor J. M. Blázquez afirma que «la presencia de la cruz parece indicar que se trata de una burla anticristiana. Extendida estaba la acusación de que los judíos adoraron durante un tiempo la cabeza de un asno, según cuenta también Flavio Josefo (Contra Ap[ion]. 2.80)».
La constatación de burlas anticristianas semejantes en esa misma época ha llevado a la mayoría de los estudiosos consultados a creer que este grafito se trataría de una blasfemia anticristiana. El escritor cristiano Tertuliano en sus Apologéticas escribió: «Una nueva representación de nuestro Dios muy reciente se ha publicado en esta ciudad, que empezó por un cierto delincuente contratado para soslayar las bestias salvajes en la arena. Él desplegó un dibujo con esta inscripción: ‘Onokoites, el dios de los cristianos’. La figura tenía las orejas de un asno, un pie estaba quebrantado y estaba vestido con una toga y llevando un libro». Igualmente el abogado y apologista cristiano Minucio Félix confirma esto al citar al opositor pagano Cecilio, que recogía la acusación de que los cristianos adoraban una cabeza de asno.
Otro punto a favor de esta interpretación es que algunas de las más antiguas representaciones de Cristo en la cruz evitaron durante mucho tiempo el representar a Cristo desnudo, y lo presentan vestido con una túnica, lo que continuó hasta el siglo IX. Precisamente el grafito de Alexámenos muestra a un crucificado vestido, cosa contraria a la costumbre romana de desnudar a las víctimas. Otra indicación de que se trataría de una alusión a una cruz cristiana es que algunos han creído ver en sus trazos una cruz immissa, algo distinto a las típicas crucifixiones romanas, pero presente en la tradición cristiana.
Se ha objetado que en ese tiempo había otros cultos religiosos con signos cruciformes. La Enciclopedia Católica al referirse a este grafito informa:

«El Profesor Haupt buscó identificarlo como una caricatura de un adorador del dios egipcio Seth, el Tifón de los griegos, pero su explicación fue refutada por Kraus. Recientemente, una opinión similar se ha propuesto por Wünsch que toma su posición en la letra Y, que se pone cerca de la figura crucificada, y que también se ha encontrado en una lápida que se relaciona con el culto de Seth; él concluye, por consiguiente, que ese Alexámenos del grafito perteneció a la secta de Seth ([…] Wünsch, ed., "Setianische Verfluchungstafeln aus Rom", Leipzig, 1898, pp. 110. […])».

Otros han interpretado el Grafito de Alexámenos como una burla contra un adorador gnóstico y se basan en un sello de hematita datado inicialmente como de esa época, con epigrafía gnóstica, el llamado Orfeo Báquico. Fue inicialmente clasificado como una imagen cristiana, con lo que sería una de las primeras representaciones de Cristo en la cruz; mientras que desde la década de 1920 se dudó de tal identificación, creyéndose que pudiera representar otros cultos mistéricos, como el orfismo, o elementos simbólicos del flamen Divi Iulii (el sacerdote dedicado al culto de Julio César divinizado). En 1926 se denunció como un posible fraude. Estuvo en el Altes Museum de Berlín, y se perdió o fue destruido durante la Segunda Guerra Mundial.

### Primeras representaciones

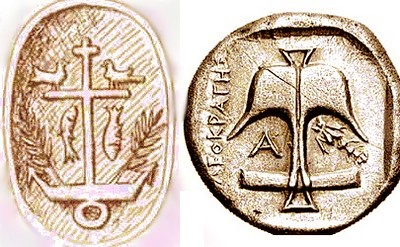
Imagen 1: s..

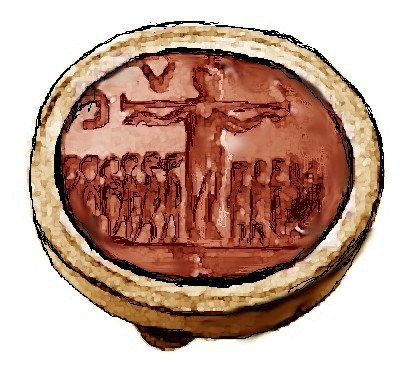
Imagen 2: s..

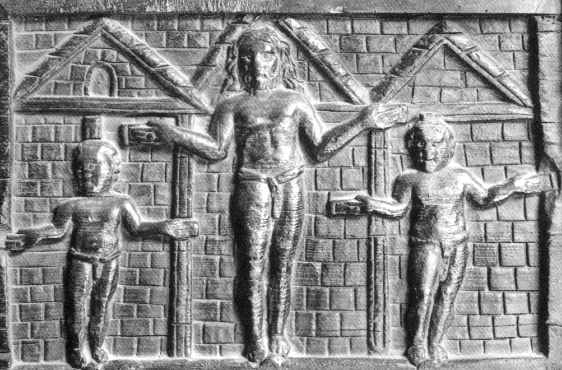
Imagen 3. Representación de la Crucifixión en la puerta de madera de la basílica de Santa Sabina (principios del). Se ha solido considerar como la representación más antigua que se ha conservado de la Crucifixión de Cristo. En ella la madera de la cruz está representada sólo de modo alusivo. Cristo aparece con los brazos extendidos a derecha e izquierda del cuerpo, un gesto de vencedor que fue prefigurado por Moisés durante la victoria sobre los amalecitas, según relata el libro del Exodo. Como ha señalado Paul Veyne, en el cristianismo primitivo «la Cruz era símbolo no de suplicio, sino de victoria, tropaeum Passionis, triumphalem crucem [‘la cruz triunfal, ese trofeo de la Pasión’, Prudencio]. No se tenía continuamente ante los ojos la Pasión y la muerte de Cristo. No era la víctima expiatoria, el sacrificio del Crucificado en el Calvario lo que provocaba conversiones, sino el triunfo del Resucitado sobre la muerte».

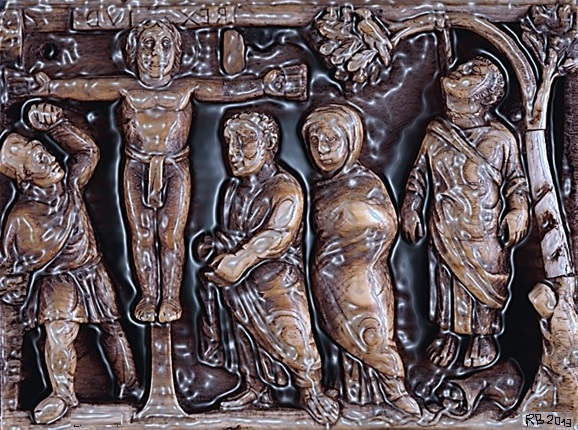
Imagen 4: s..

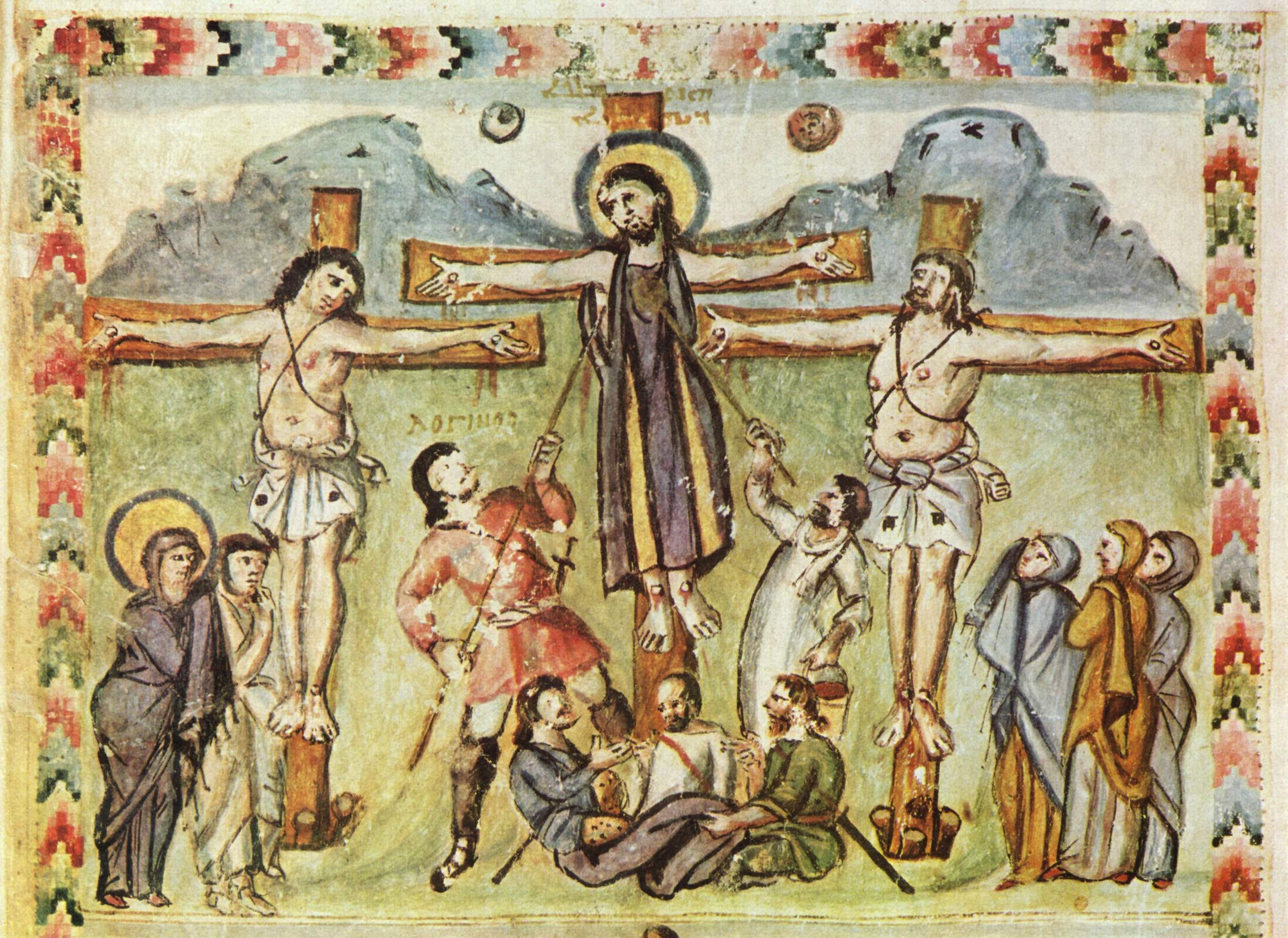
Imagen 5: s..

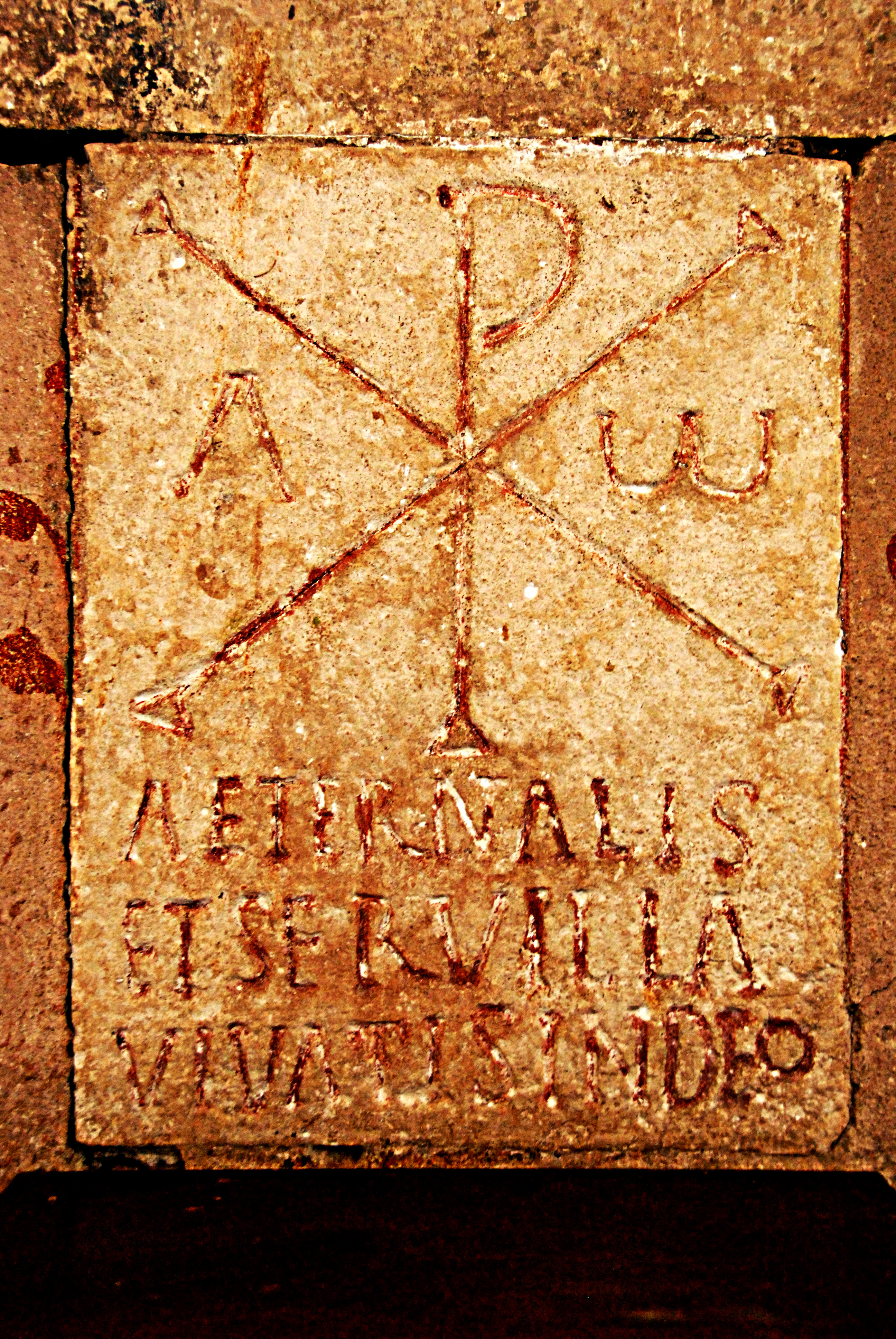
Imagen 6: s..

Algunos eruditos como Eric C. Smith y Richard Viladesau creen que la representación del orante (que es un tema iconográfico presente en el arte paleocristiano de las catacumbas), postura de oración conocida desde la antigüedad por paganos y judíos, tomó para los primeros cristianos un especial significado al evocar la cruz y la crucifixión de Cristo. Lo cierto es que los cristianos de los primeros siglos veían en esa forma de orar una representación de la crucifixión de Jesús: «No solo alzamos las manos, sino que también las extendemos, y al imitar la pasión del Señor, y al orar, confesamos a Cristo». Según Naphthali Wieder, fue precisamente porque los cristianos interpretaron la oración con los brazos extendidos como una referencia a la crucifixión del Mesías que los judíos abandonaron esta postura de oración previamente tradicional en la liturgia judía.
También se cree que en la simbología cristiana primitiva (s. II y III d. C.) el signo del ancla o «áncora» (imagen 1) era una forma velada para la cruz de Cristo, con la intención de ocultar su fe en tiempos de persecución.
Desde el siglo III empiezan las representaciones más explícitas, como una joya en cornalina que muestra la crucifixión de Cristo (imagen 2) junto a los doce apóstoles, del siglo III o IV d. C., procedente de la colección fotográfica y anotaciones del arqueólogo clásico John Beazley.
La Enciclopedia Católica, bajo el apartado «Veneración de Imágenes», dice sobre la representación del cuerpo de Cristo en la cruz: «Los crucifijos más viejos que se conocen son los de las puertas de madera de Santa Sabina (imagen 3) en Roma y un tallado en marfil en el Museo Británico (imagen 4). Ambos son del siglo V. Un manuscrito siriaco del siglo VI (imagen 5) contiene una miniatura representando la escena de la crucifixión. Hay otras representaciones parecidas hasta el siglo VII, después del cual se torna usual la costumbre de agregar la figura de nuestro Señor a las cruces; el crucifijo tomó posesión en todos lados».
El manuscrito iluminado al que se hace referencia es el llamado Evangelio de Rabula, que representa la Crucifixión y Resurrección de Jesucristo, probablemente escrito cerca del año 586 d. C. Es el único manuscrito iluminado del cristianismo siriaco temprano que ha sobrevivido hasta nuestros días. Se conserva en la Biblioteca Medicis Laurentiana, de Florencia (Italia).
A partir de la evidencia arqueológica, historiadores como el profesor J. F. Hurst han concluido que: «Entre los cristianos del primer siglo no se usaba el crucifijo ni ninguna representación material de la cruz». Otra publicación dice: «Se puede afirmar con seguridad que fue solo después del edicto de Milán, en el 312 d. C., que se usó la cruz como señal permanente de nuestra Redención. De Rossi declara positivamente que ningún monograma de Cristo, descubierto en las catacumbas o en otros lugares, puede relatarse a un período anterior al año 312. Todavía después de ese año trascendental, la Iglesia, entonces ya libre y triunfante, se contentó con tener un monograma sencillo de Cristo: la letra griega ji o chi cruzada verticalmente por una rho (imagen 6), y a veces horizontalmente por una iota. El crucifijo más antiguo, al cual se hace referencia como objeto de adoración pública, es aquel venerado en la iglesia de Narbona, en la parte meridional de Francia, allá en el siglo VI».

## Hipótesis sobre el origen sincrético de la cruz eclesiástica
Se ha especulado sobre la razón por la que no hay representaciones cristianas indudables de la crucifixión de Jesús en el arte paleocristiano anterior al siglo IV. La hipótesis más común es que esta omisión tendría relación con las creencias cristianas arraigadas en el judaísmo que prohíbe el uso de imágenes.
Minucio Félix, abogado y escritor heterodoxo cristiano del s. II. d. C., no alude claramente ni con términos de veneración a la cruz, sino que se limita a decir que la cruz «es un signum que está en el fundamento de todas las cosas de la naturaleza». En su obra «el Octavius» escribió lo siguiente:

«Estáis muy lejos de la verdad cuando nos atribuis como objeto de nuestro culto un criminal y su cruz, cuando pensáis que hemos podido tomar por Dios un culpable o un mortal... Nosotros no honramos ni deseamos suplicios. Vosotros sois los que consagráis dioses de madera y adoráis cruces de palo como parte de sus ídolos» (Respuesta de Octavio a Cecilio sobre la veneración de la Cruz).
Minucio Félix «el Octavius» (siglo II d. C.)

A este respecto la Enciclopedia Católica declara: «En el arte simbólico de los primeros siglos del cristianismo no se encuentra la representación de la muerte redentora de Jesús en el Gólgota. Los cristianos primitivos —bajo la influencia del Antiguo Testamento, que prohibía las imágenes esculpidas— no estaban dispuestos a representar ni siquiera el instrumento de la Pasión del Señor». Pero el hallazgo en Dura Europos de una sinagoga judía del s. II con profusas pinturas murales muestra que, en esto, los cristianos habrían sido más extremistas que los hebreos.
En cambio se ha demostrado el uso religioso precristiano de símbolos cruciformes al margen de su uso en las ejecuciones romanas. G. S. Tyack llamó la atención a este hecho: «Es extraño, y no obstante un hecho incuestionable, que en épocas muy anteriores al nacimiento de Cristo, y desde entonces en tierras no tocadas por las enseñanzas de la Iglesia, la Cruz ha sido usada como símbolo sagrado. [...] El Baco griego, el Tamuz tirio, el Bel caldeo y el Odín escandinavo, todos fueron simbolizados para sus devotos por un objeto cruciforme».
«El signo de la cruz, representado en su forma más sencilla por el cruce de dos líneas en ángulos rectos, precede por mucho, tanto en Oriente como en Occidente, a la introducción del cristianismo. Se remonta a un período muy remoto de la civilización humana». «Desde la más remota antigüedad la cruz era venerada en Egipto y Siria; y la tenían en igual honor los budistas de Oriente […]. Los primeros cristianos quedaron impresionados y vieron los signos como tantos testimonios involuntarios de la verdad de su religión. Los discípulos mostraron, de hecho, no poca ingenuidad en sus intentos de descubrir la figura de una cruz en casi todos los objetos a su alrededor. Podían reconocerla en los árboles y las flores, en los peces y las aves, en las velas de un barco y en la estructura del cuerpo humano». Killen se refiere también a Tertuliano, que dijo: «Si no mal me acuerdo, Mitra sella en sus frentes a sus propios soldados», expresión que Killen interpretó como sellar con la señal de la cruz, pero la forma del sello no fue especificada por Tertuliano.
Otros, como W. E. Vine, han ido más allá especulando incluso que este posible sincretismo habría sido deliberado y respondería a necesidades políticas y religiosas: «Tuvo su origen en la antigua Caldea, y se utilizaba como símbolo del dios Tamuz (que tenía la forma de la mística Tau, la inicial de su nombre) en aquel país y en los países adyacentes, incluyendo Egipto. A mediados del siglo III d. C., las iglesias se habían apartado de ciertas doctrinas de la fe cristiana, o las habían pervertido. Con el fin de aumentar el prestigio del sistema eclesiástico apóstata, se recibió a los paganos en las iglesias aparte de la regeneración por la fe, y se les permitió mantener en gran parte sus signos y símbolos. De ahí que se adoptara la Tau o Τ, en su forma más frecuente, con la pieza transversal bajada, como representación de la cruz de Cristo. En cuanto a la Qui, o Χ, que Constantino declaró haber visto en una visión que le condujo a ser el valedor de la fe cristiana, aquella letra era la inicial de la palabra "Cristo", y no tenía nada que ver con "la cruz"». Actualmente esta hipótesis es sostenida por ciertas sectas e ideologías; por ejemplo, es defendida en el famoso documental Zeitgeist.

### Críticas
Para la exégesis cristiana (especialmente en la vertiente católica) moderna las hipótesis de «sincretismo» en el símbolo de la cruz son «infundadas deliberadamente». Considerándose esencialmente que la mayor parte de estas son provenientes del libro The Two Babylons, del teólogo escocés Alexander Hislop, publicado en 1858, la misma ha sido calificada por críticos como Bill Ellis como «propaganda de teorías conspiracionales», producto de la mezcla de «conocimientos rudimentarios sobre el antiguo Medio Oriente y una vívida imaginación». Por su parte, Ralph Woodrow, quien en 1997 publicó The Babylon Connection?, donde hiciera una retractación sobre mucha de la información expuesta anteriormente por Hislop que serviría de base bibliográfica para la obra Babylon Mystery Religion en 1966, en el apartado referente a la cruz expone:

La cruz es un símbolo de la muerte de Cristo, y es usada en todos lados por casi todas las denominaciones cristianas. Pero Hislop afirma que la cruz realmente vino de Babilonia, y que es el símbolo de Tammuz. La misma señal de la cruz que ahora Roma adora fue usada en los misterios Babilónicos (...) algunos han supuesto que los Babilonios adoraron una cruz, se ponían cruces suspendidas del cuello, y exhibían cruces en sus templos. Todo en honor de Tammuz. Esto, simplemente no es verdad.

¿Que el diseño de la cruz fue usado en el mundo antiguo? No es ninguna sorpresa, de la misma manera crecientes, círculos, cuadrados, curvas, reglas, líneas, líneas onduladas, ángulos, triángulos y sus combinaciones. El libro de diseños decorativos del mundo antiguo confirma este punto con 3.064 dibujos. No hay ninguna razón para suponer que el diseño de la cruz era más prominente que otros.

Como la Enciclopedia de Religión y Ética de Hasting lo ha expresado: «La verdad de que Jesús sufrió la muerte en la cruz, ha convertido esta figura infame en un símbolo de resurrección y salvación (...)»

Sin embargo, la mayoría de los investigadores modernos se inclinan más bien en considerar que los primeros cristianos prefirieron el uso religioso de la cruz patibular porque sencillamente esta era la forma más común de crucifixión romana de sus días.

## La crucifixión de Jesús desde la teología
Según la teología, la figura de la crucifixión de Jesús estaba prefigurada en el Antiguo Testamento siglos antes. Para constatar lo anterior se muestran figuras como la Serpiente de bronce (Números 21: 8), la cual puesta sobre un asta fue medio de curación para los israelitas picados por culebras, o incluso la sangre del cordero inmolado (Éxodo 12:7), la cual impresa en los dos postes y el dintel de las casas de los hebreos los preservó de la plaga de la muerte. También está la marca que Ezequiel puso en la frente al pueblo que permaneció fiel, salvándolos de la muerte (Ezequiel 9;4). La palabra hebrea para la marca es la misma de la última letra del alfabeto (Tav), la cual escrita a mano tiene la forma de la cruz. En Griego es Tau (T), una de las formas posibles de la cruz donde murió Jesús.

## Negación

### Islam
Las tradiciones islámicas niegan que Jesús murió físicamente, ya sea en la cruz o de otra manera. 
El siguiente versículo del Corán dice:

Y por haber dicho: Nosotros matamos al Ungido, hijo de Maryam, mensajero de Allah. Pero, aunque así lo creyeron, no lo mataron ni lo crucificaron. Y los que discrepan sobre él, tienen dudas y no tienen ningún conocimiento de lo que pasó, sólo siguen conjeturas. Pues con toda certeza que no lo mataron.
4:157

En general, las tradiciones islámicas enseñan que Jesús fue llevado al cielo sin ser puesto en la cruz, pero que Dios transformó a otra persona para que pareciera exactamente como él y luego sea crucificado en su lugar.

### Maniqueísmo
Algunas visiones del maniqueísmo, que fue influenciado por el gnosticismo, adhieren a la cristología docética o sostienen la idea de que alguien más fue crucificado en lugar de Jesús.

### Gnosticismo
El docetismo es la doctrina de que la existencia física de Jesús fue solo aparente, y que su forma humana era una ilusión.
El bogomilismo sostenía que Jesús es un ser inmaterial que no se puede matar, y sus sufrimientos fueron solo aparentes.

#### Biblioteca de Nag Hammadi
En el Primer Apocalipsis de Santiago, de los manuscritos de Nag Hammadi, Jesús se aparece a Santiago después de la crucifixión y declara que «nunca sufrí de ninguna manera».
Según el Segundo Tratado del Gran Set, Simón de Cirene habría sido crucificado en lugar de Jesús.
En el Apocalipsis gnóstico de Pedro, Jesús dice: «Aquel a quien viste en el árbol, alegre y riendo, este es el Jesús viviente. Pero aquel en cuyas manos y pies clavan los clavos es su parte carnal, que es el sustituto avergonzado, el que nació a su semejanza».

### Otros
Algunas corrientes cristianas en Japón sostienen que su hermano menor fue crucificado en su lugar, mientras que Jesús huyó a través de Siberia al norte de Japón, donde formó una familia y murió a la edad de 106 años.